# Червонофігурний вазопис

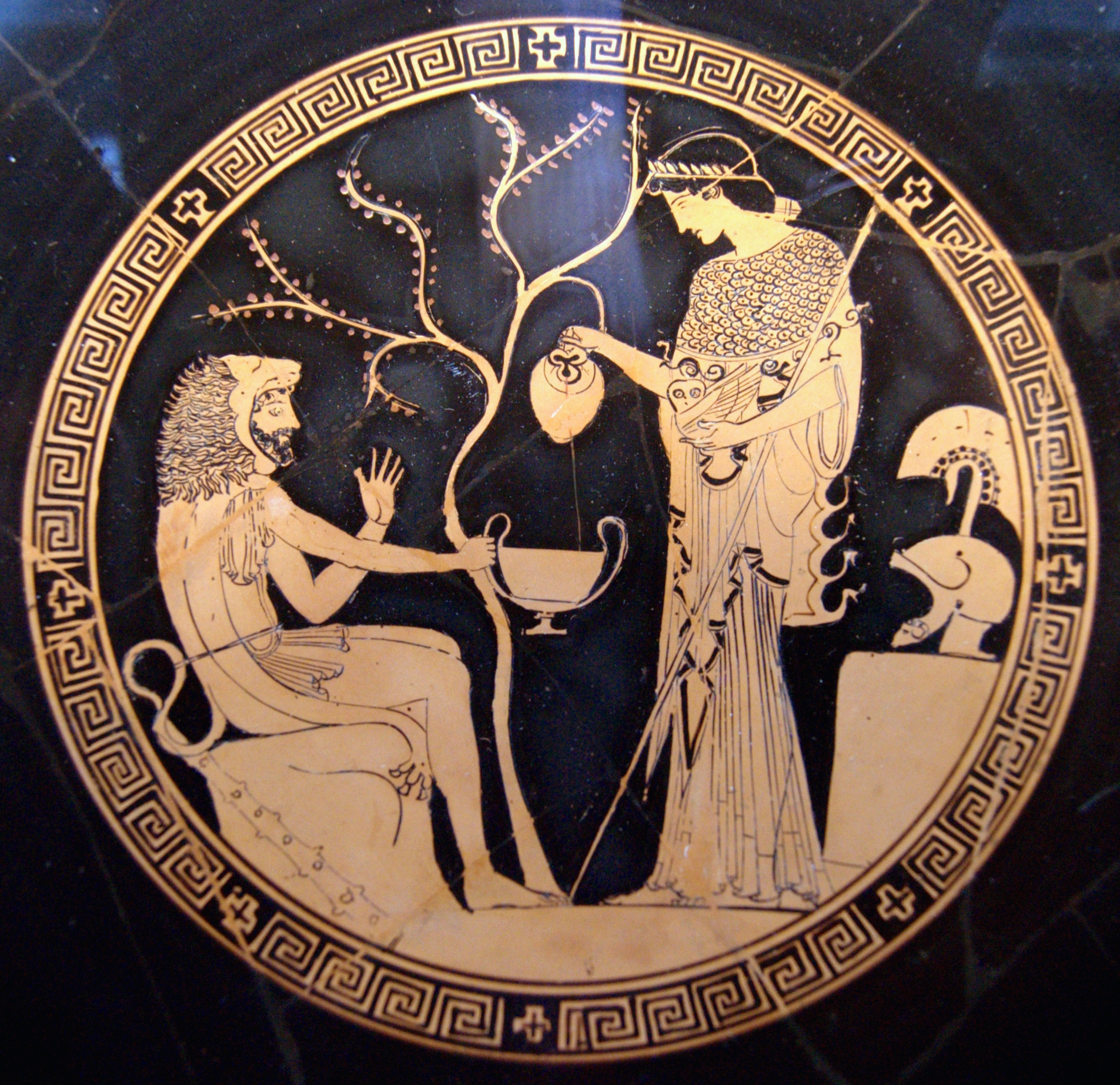
Кілік: Геракл та Афіна. Бл. 480-470 до н. е. Гончар Піфон, вазописець Дуріс. Державне античне зібрання. Мюнхен

Червонофігурний вазопис — один із найвідоміших стилів вазопису Стародавньої Греції. З'явився приблизно в 530 р. до н. е. в Стародавніх Афінах і проіснував до кінця III ст. до н. е. За кілька десятиліть червонофігурний вазопис витіснив панівний до цього чорнофігурний вазопис. Свою назву червонофігурний стиль отримав завдяки характерному співвідношенню кольорів між фігурами і тлом, прямо протилежному чорнофігурному: тло — чорне, фігури — червоні.
Крім Аттики, головними центрами виробництва червонофігурної кераміки були гончарні майстерні в Нижній Італії. Червонофігурний стиль перейняли багато регіонів Стародавньої Греції. Значний внесок у розвиток цього стилю внесли вазописці Етрурії.
Червонофігурні вази з Аттики поширилися по всій Греції і за її межами і довгий час займали провідне становище на ринку тонкої кераміки. Лише деякі гончарні майстерні могли зрівнятися за якістю, продуктивністю та багатством творчих ідей із вазописцями з Афін. До нашого часу збереглося більше 40 тисяч примірників і фрагментів червонофігурних ваз, створених в Афінах, і більше 20 000 — створених в нижній Італії. Червонофігурний вазопис ґрунтовно досліджений археологами. Встановлено належність значної кількості об'єктів кераміки до конкретних груп вазописців. Зображення на червонофігурних вазах є важливим джерелом інформації для культурно-історичних досліджень повсякденного життя, іконографії та давньогрецької міфології.

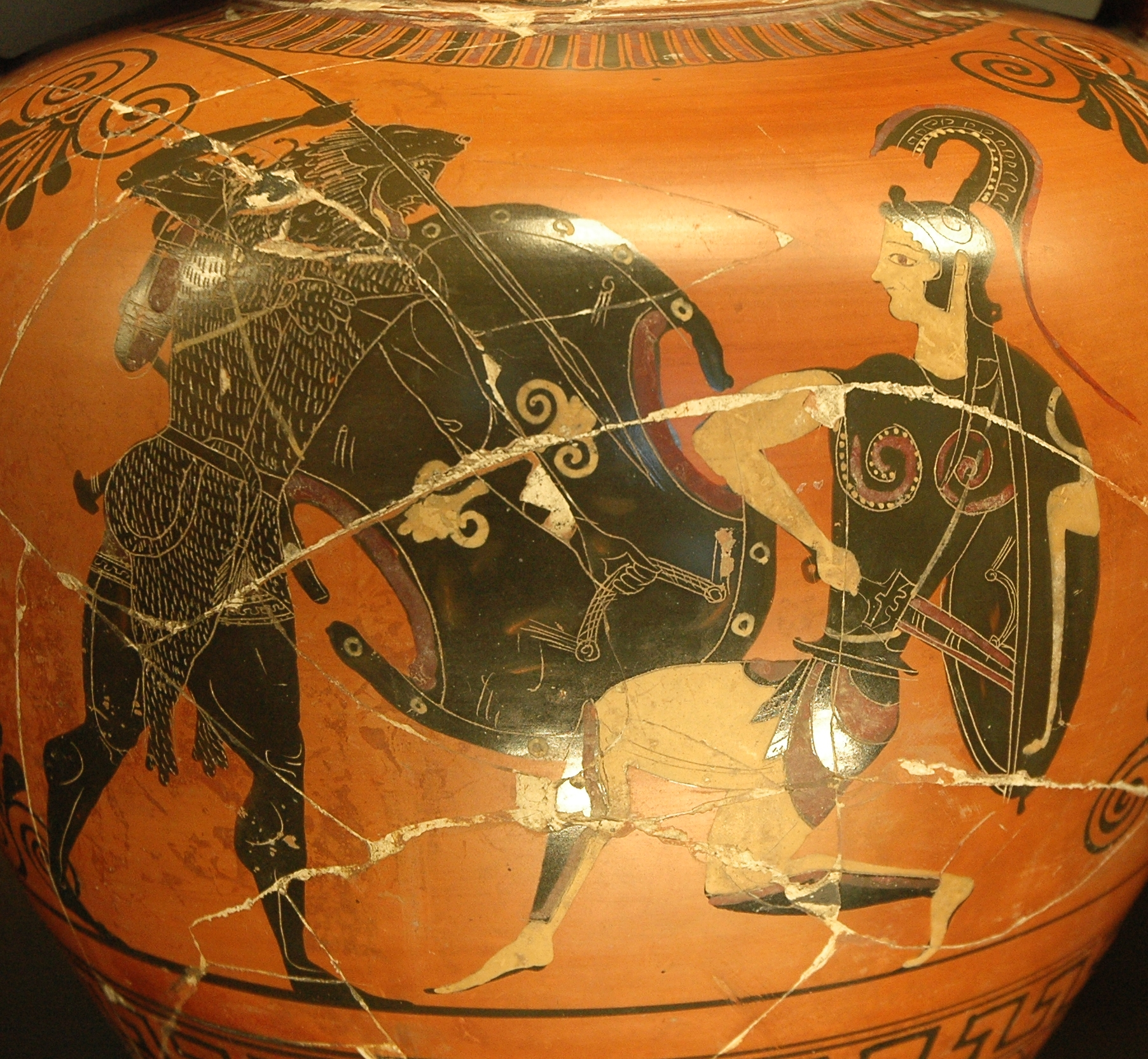
Геракл бореться проти амазонок. Ранній чорнофігурний стиль, тіло жінки виконано в білому кольорі. Близько 530 р. до н. е. Лувр. Париж

## Технологія виготовлення та декорування давньогрецької кераміки

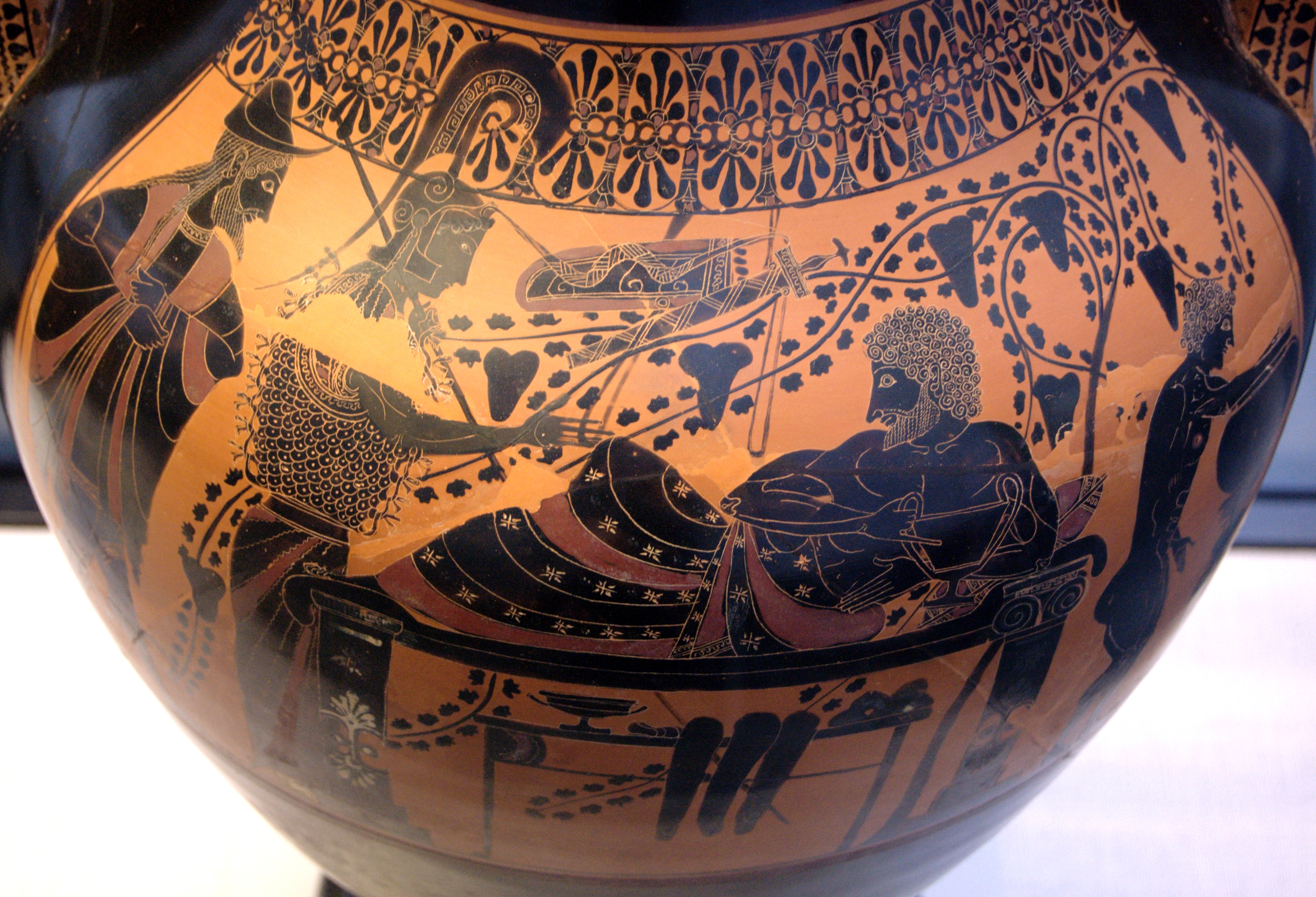
Чорнофігурне зображення на амфорі Андокіда. Геракл та Афіна. Державне античне зібрання. Мюнхен

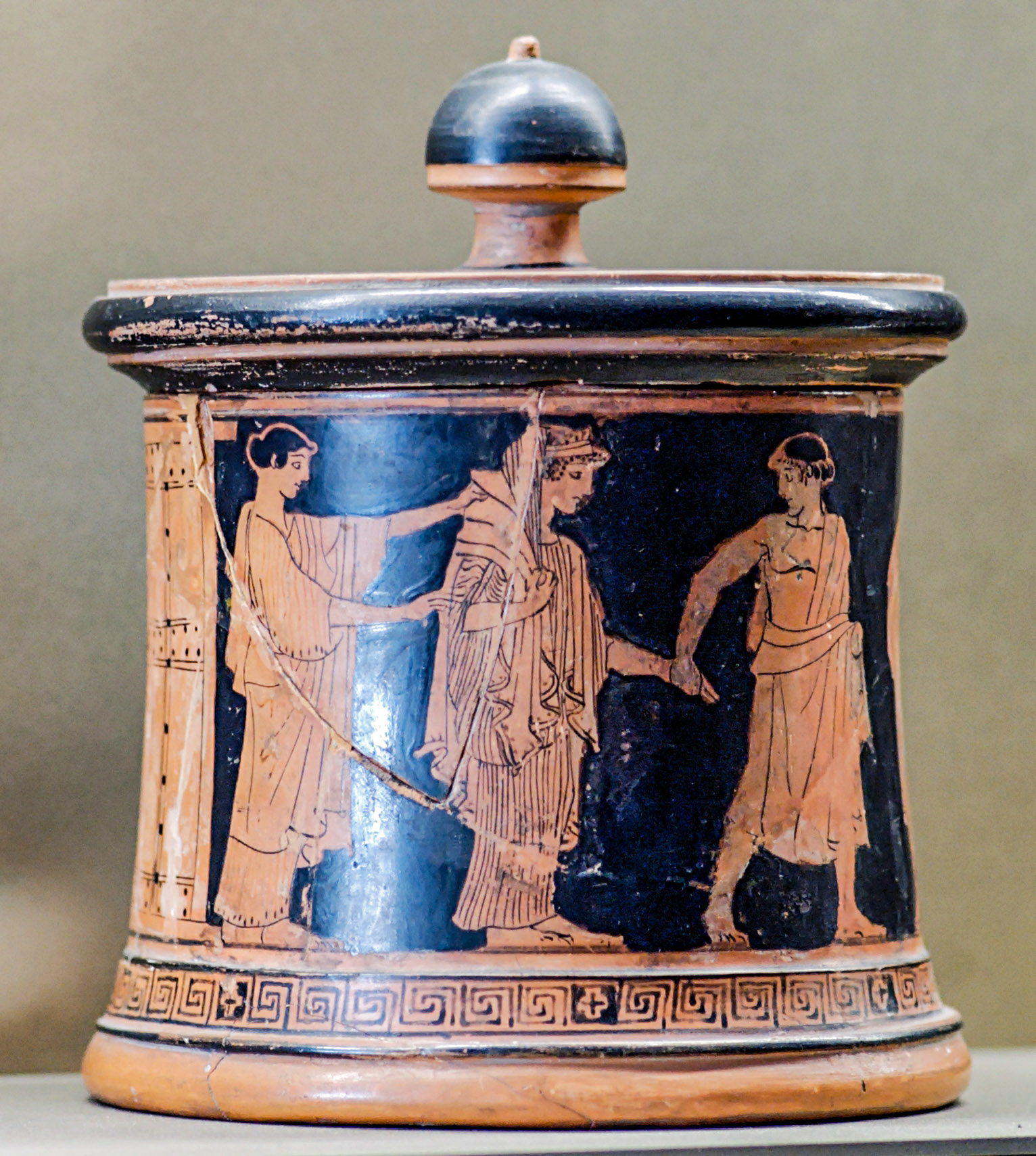
Весілля Фетіди. Піксида Вазописця весіль. Бл. 470 — 460 до н. е., Лувр. Париж

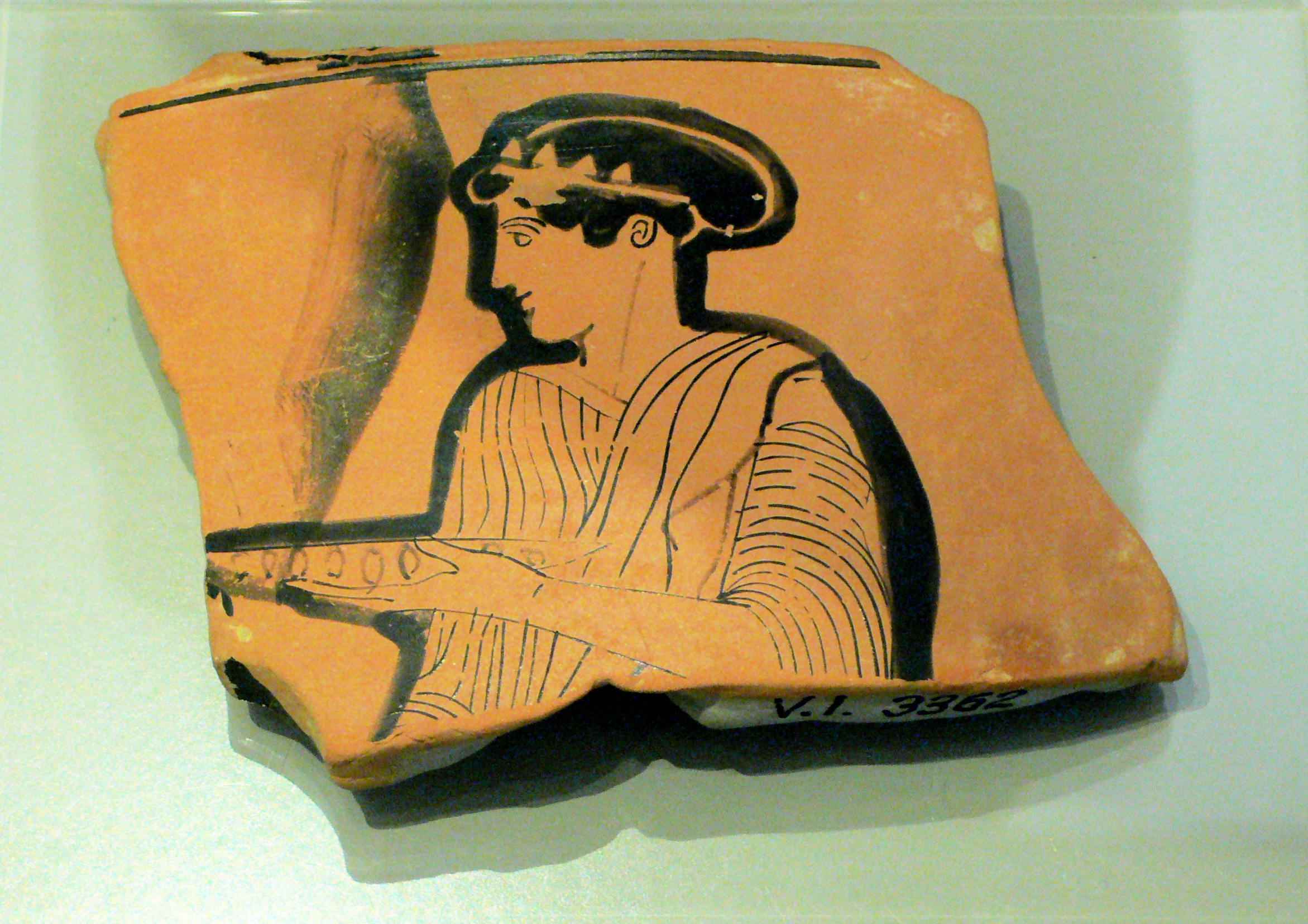
Ескіз на уламку горщика з Аттики

Фактично червонофігурний розпис — це чорнофігурний вазопис навпаки. Перед випалом на поверхню підсохлої вази наносилися контури людських фігур і інші деталі зображення. Невипалена глина в Аттиці, наприклад, була оранжево-червоного відтінку. Начерк малюнка наносився легким штрихом яким-небудь тупим інструментом, або намічався деревним вугіллям, яке зникало після випалу. Далі контури малюнка обводилися пензлем зі шлікером. На деяких готових вазах видно слід начерку, особливо якщо кінцевий варіант відрізнявся від початкового задуму вазописця. Основні контури малюнка проводилися шлікером рельєфною, опуклою лінією, ймовірно, пензлем із щетини. Решта ліній і тонкі лінії всередині зображення виконувалися розведеним розчином шлікеру. Крім двох основних кольорів у зображеннях зустрічаються й інші кольори — білий та червоний. Чітко виражені рельєфні лінії були потрібні для того, щоби досить рідкий шлікер не створював ефекту зайвої матовості. На закінчення, тло між фігурами всередині зображення покривалося матово-сірим шлікером. Вази проходили триразовий випал, унаслідок якого шлікер набував свій характерний чорний або темно-коричневий колір.
У нового стилю були явні переваги, і, перш за все, до них слід віднести можливість детального опрацювання зображення. У техніці чорнофігурного стилю лінії всередині малюнка висікалися по нанесеній фарбі, що не забезпечувало достатньої точності зображення. У порівнянні зі чорнофігурними силуетами, що виглядають як тіні, червонофігурні зображення стали динамічнішими і наблизилися до життя. Крім того, червоні фігури відрізнялися більшою контрастністю на чорному тлі. З'явилася можливість зображувати людей не тільки у профіль, але і анфас, зі спини або в три чверті. Червонофігурна техніка дозволяла краще передати глибину та простір.
Однак стиль мав і недоліки. Звичне для чорнофігурного стилю зображення жіночого тіла за допомогою білої фарби стало неможливим. Шанувальникам вазопису стало складніше визначати стать зображеної людини за одягом або зачіскою, оскільки герої і боги зображувалися молодими і безбородими. На початковому етапі складності представляв і розрахунок пропорцій фігур. У чорнофігурному вазописі лінії контурів візуально входили до зображеної фігури. У червонофігурному вазописі контури проводяться тією ж чорною фарбою, що і тло вази, тому контури фігур ставали частиною фону і зливалися з ним. Тому спочатку фігури на вазах, виконаних в новому стилі, виходили досить худими. Іншою проблемою були обмежені можливості передачі просторової глибини на чорному тлі. Але переваги червонофігурного стилю все-таки переважили його недоліки.

### Джерела

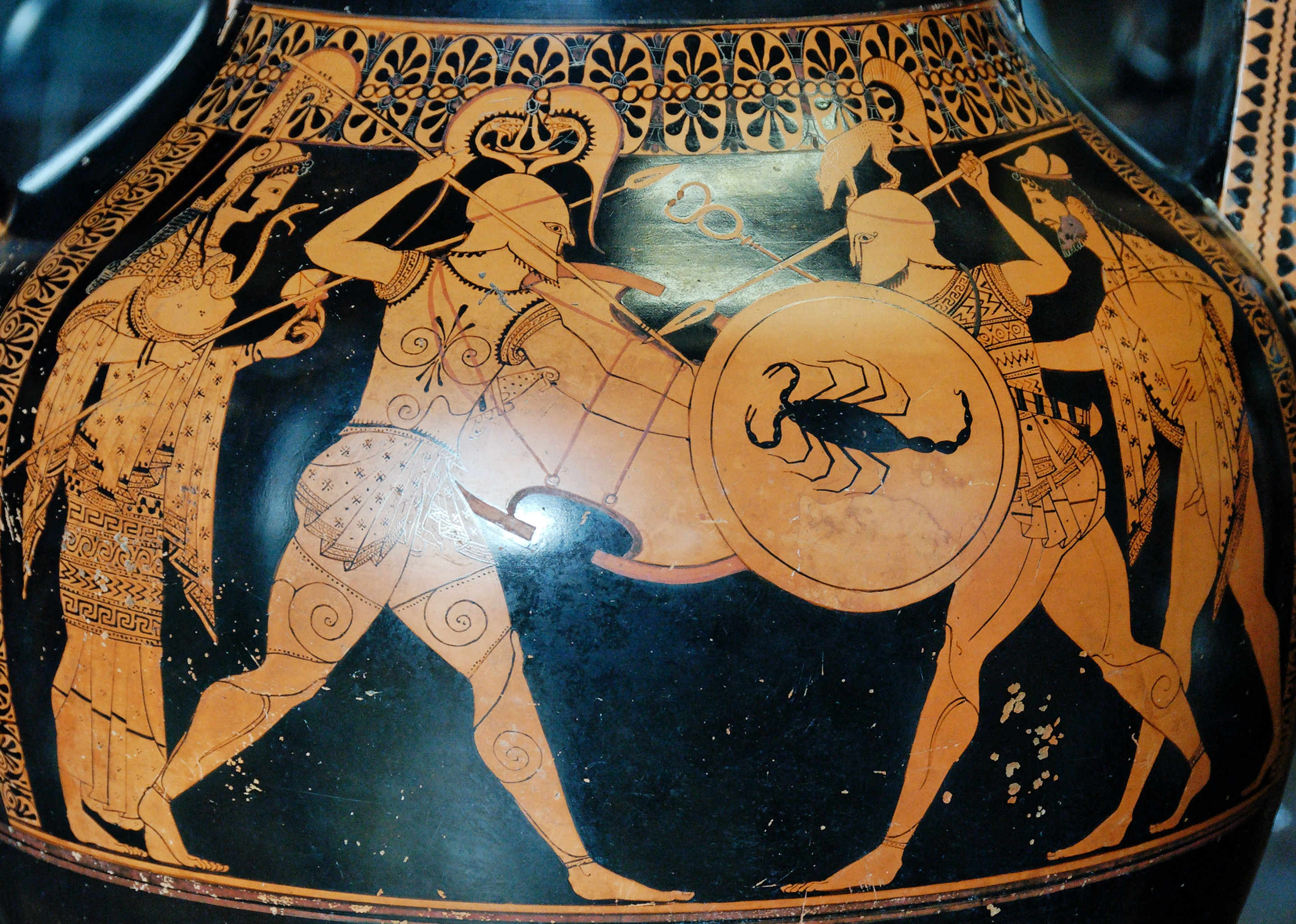
Амфора. Гончар Андокід. Вазописець Андокід. Воїни, з боків Гермес та Афіна. Бл. 530 р. до н. е. Лувр. Париж

## Аттичний вазопис

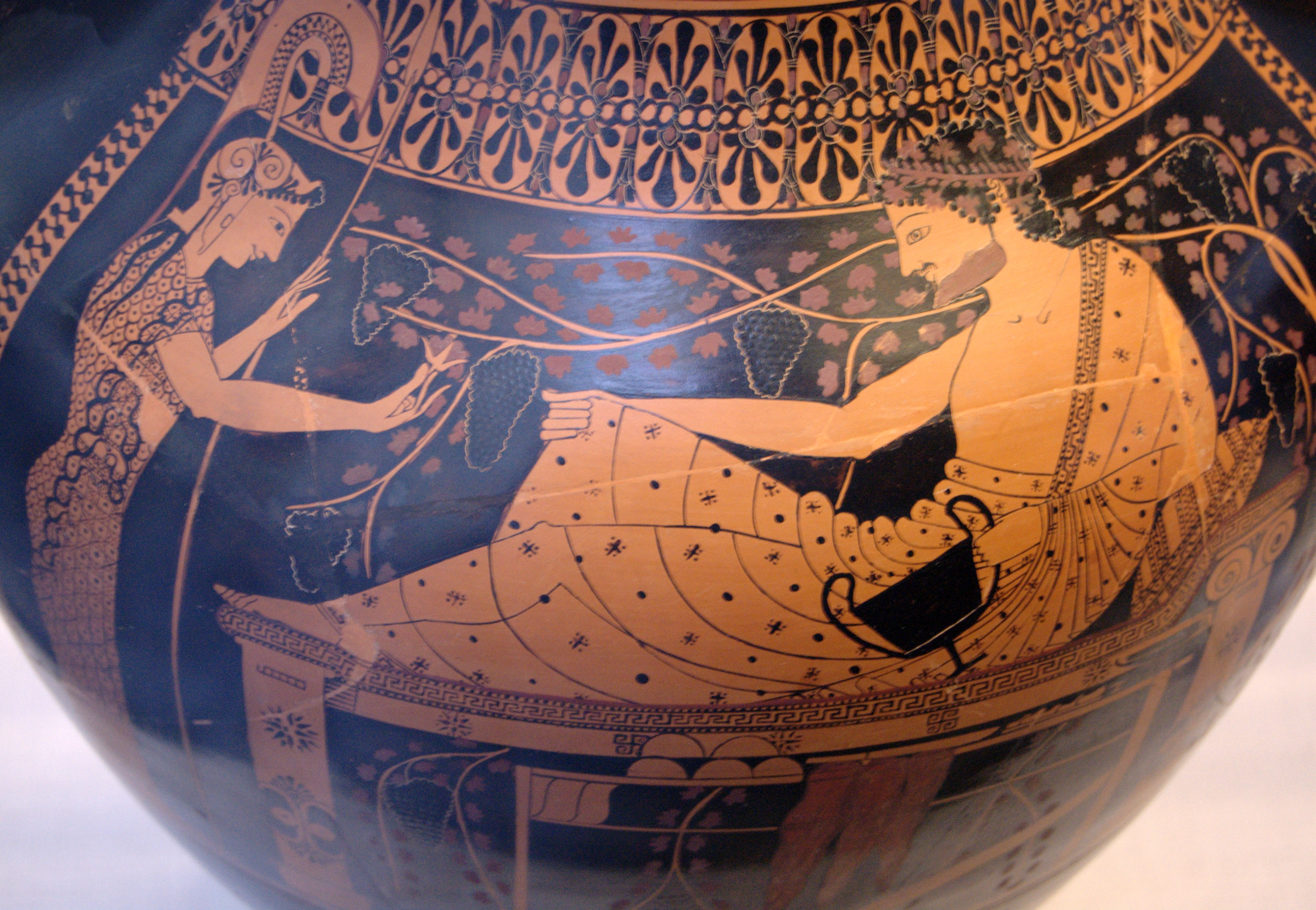
Червонофігурне зображення на амфорі Андокіда. Геракл та Афіна. Бл. 520 — 510 р. до н. е. Державне античне зібрання. Мюнхен

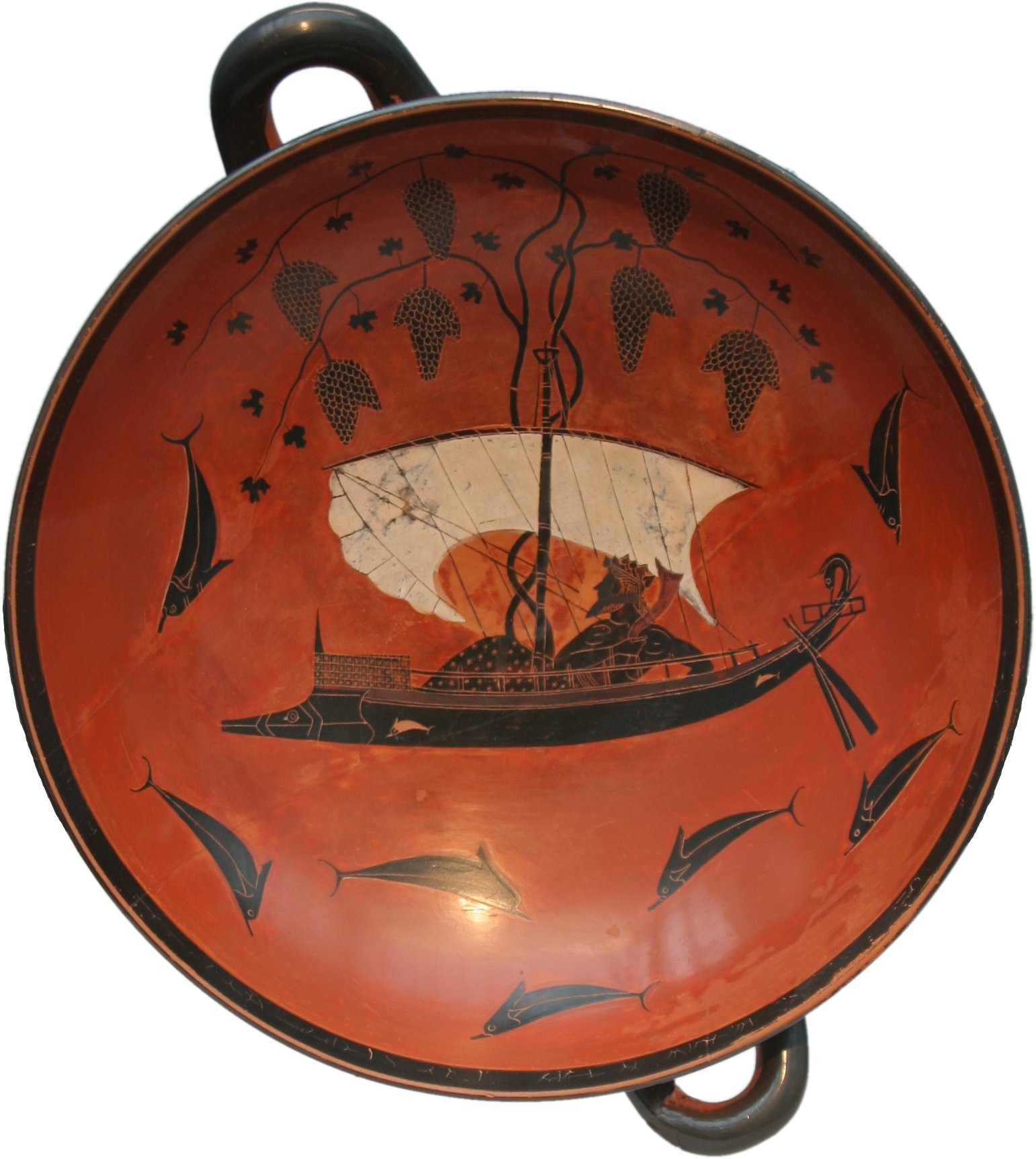
Знаменитий чорнофігурний кілікс «Діоніс у човні» Ексекія. Бл. 530 р. до н. е. Державне античне зібрання. Мюнхен

Чорнофігурний вазопис з'явився в Коринфі в VII ст. до н. е. і став панівним стилем в ареалі розселення стародавніх греків і навіть далеко за його межами. Крім Коринфа виникли й інші центри виробництва. Спочатку афінські гончарні майстерні копіювали коринфський стиль. З часом Афіни і Коринф помінялися місцями. Майстерність аттичних вазописців піднялася до небачених досі висот, сягнувши вершини до другої третини VI ст. до н. е. Приблизно до 530 р. до н. е. належить творчість найвідомішого представника чорнофігурного стилю вазопису — Ексекія. Протягом V ст. до н. е. тонка уже червонофігурна кераміка з Аттики була і далі лідером на ринку. Керамічні вироби з Аттики поширилися по всій грецькій метрополії і навіть завозилися в Етрурію. Популярність цієї кераміки призвела до відкриття в нижній Італії і Етрурії майстерень і «шкіл» аттичного вазопису, які однак отримали популярність суто у відповідному регіоні.

### Вазописці-піонери

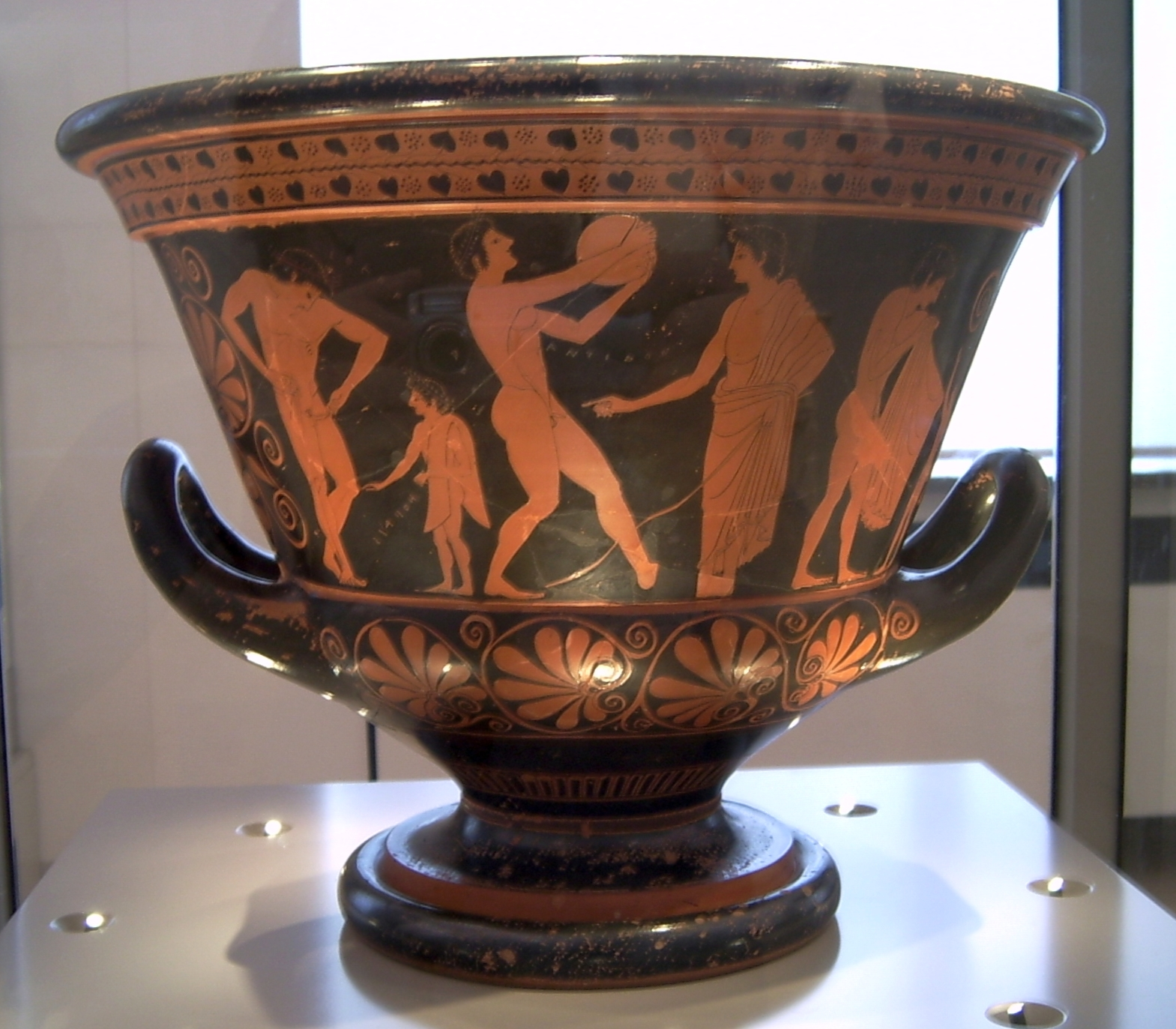
Кратер із зображенням спортсмена при підготовці до змагань в палестрі. Приписується вазописцю Ефрону. Бл. 510 — 500 до н. е. Античне зібрання. Берлін

Першими переваги нового червонофігурного стилю оцінили так звані вазописці-піонери. Їх творчість припадає на 520 — 500 роки до н. е. Найвідоміші з них — Ефроній, Евфімід та Фінтій. Виділена на основі мистецтвознавчих досліджень вазописна група відома своїми творчими експериментами, що відкривали можливості нового червонофігурного стилю. Так, людські фігури вони зображували у нових положеннях — зі спини і анфас, художники експериментували зі стислою перспективою і використовували динамічніші композиції. Ефроній першим застосував новий прийом вазописця — рельєфну лінію. Завдяки тому, що багато вазописців-піонерів були одночасно і гончарями, з'явилися нові форми керамічних посудин: псиктер та пеліка. Вазописці-піонери віддавали перевагу в кераміці великій формі і працювали з амфорами і кратерами великого розміру. Попри те, що вазописців-піонерів не пов'язувало будь-яке реальне об'єднання, вони спілкувалися між собою, впливаючи один на одного, між ними існувало дружнє творче змагання, що стимулювало творчий розвиток художників. Так на одній із ваз Евфіміда хвалькувато красується напис-графіті: «як ніколи не вмів Ефроній». Саме для вазописців-піонерів була характерна наявність написів на вазах.
У новому червонофігурному стилі розписувалися не тільки посудини, але і чаші. Так, наприклад, Ольтос і Епіктет розписували чаші-білінгви, у яких червонофігурний розпис був на лицьовій стороні.

### Пізня архаїка

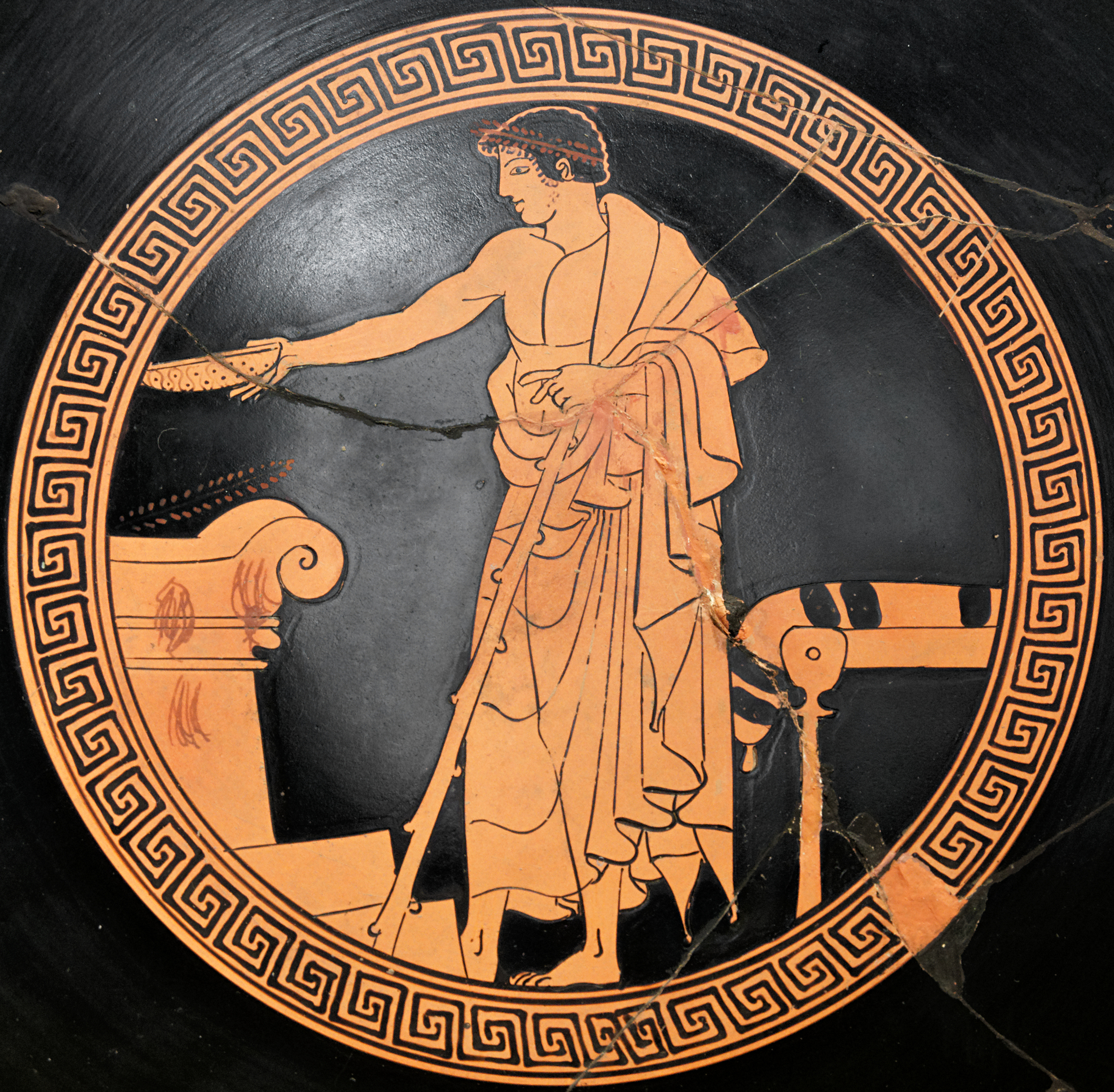
Фіала зі зображенням юнака, що приносить жертву вином, на лицьовій стороні. Бл. 480 р. до н. е. Лувр. Париж

Розквіт червонофігурного стилю — заслуга наступного за вазописцями-піонерами покоління художників пізньої архаїки (прибл. 500 — 470 роки до н. е.). У цей період недоліки чорнофігурного вазопису стали очевидні, і він був майже повністю витіснений новим стилем. На цей час припадає творчість найвідоміших вазописців: Берлінського вазописця та Клеофрада, які розписували посудини, і Онесіма, Дуріса, Макрона та Вазописець Брига, які розписували чаші. Поліпшується не тільки якість продукції, але й її обсяг збільшується вдвічі. Афіни стають провідним центром у виробництві тонкої кераміки в Середземномор'ї, майже всі регіональні гончарні центри за межами Аттики втратили своє значення.
Успіх аттичної кераміки зумовило чудове володіння місцевими вазописцями перспективою, яке забезпечило більшу природність і рухливість в зображенні людського тіла. Для розпису майже не використовується орнамент, скоротилася кількість зображуваних осіб, зникли анатомічні деталі. Але вазопис знайшов нові теми. Особливою популярністю стали користуватися сцени з міфу про Тесея. Вазописці експериментують з новими формами керамічних посудин: з'являється ноланська амфора, лекіф, фіали типу В і дінос. Вазописці стали вибирати собі спеціалізацію на певних видах кераміки.

### Період ранньої і зрілої класики

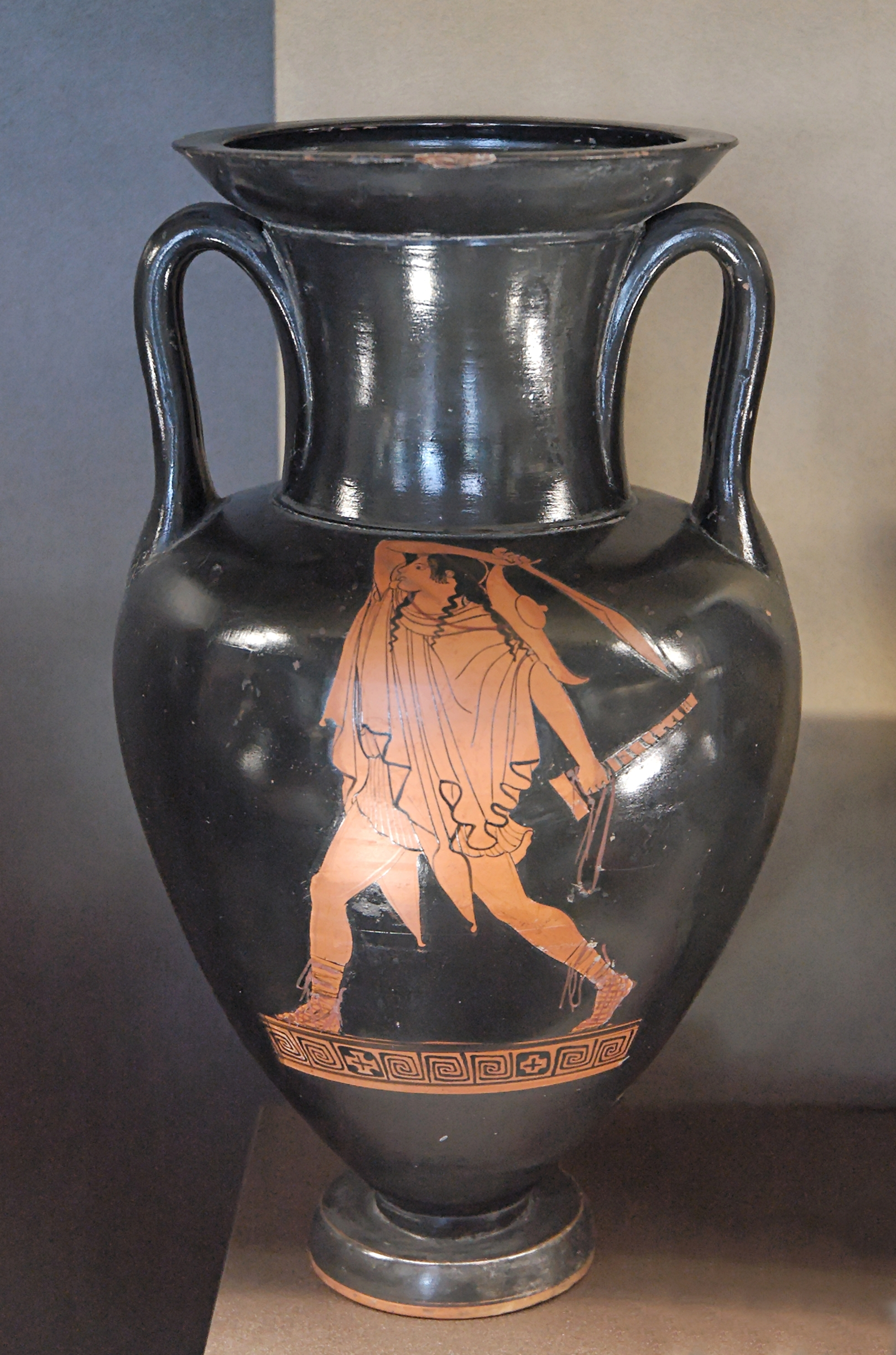
Амфора зі зображенням юнака, який розмахує мечем. Бл. 470 р. до н. е. Лувр. Париж

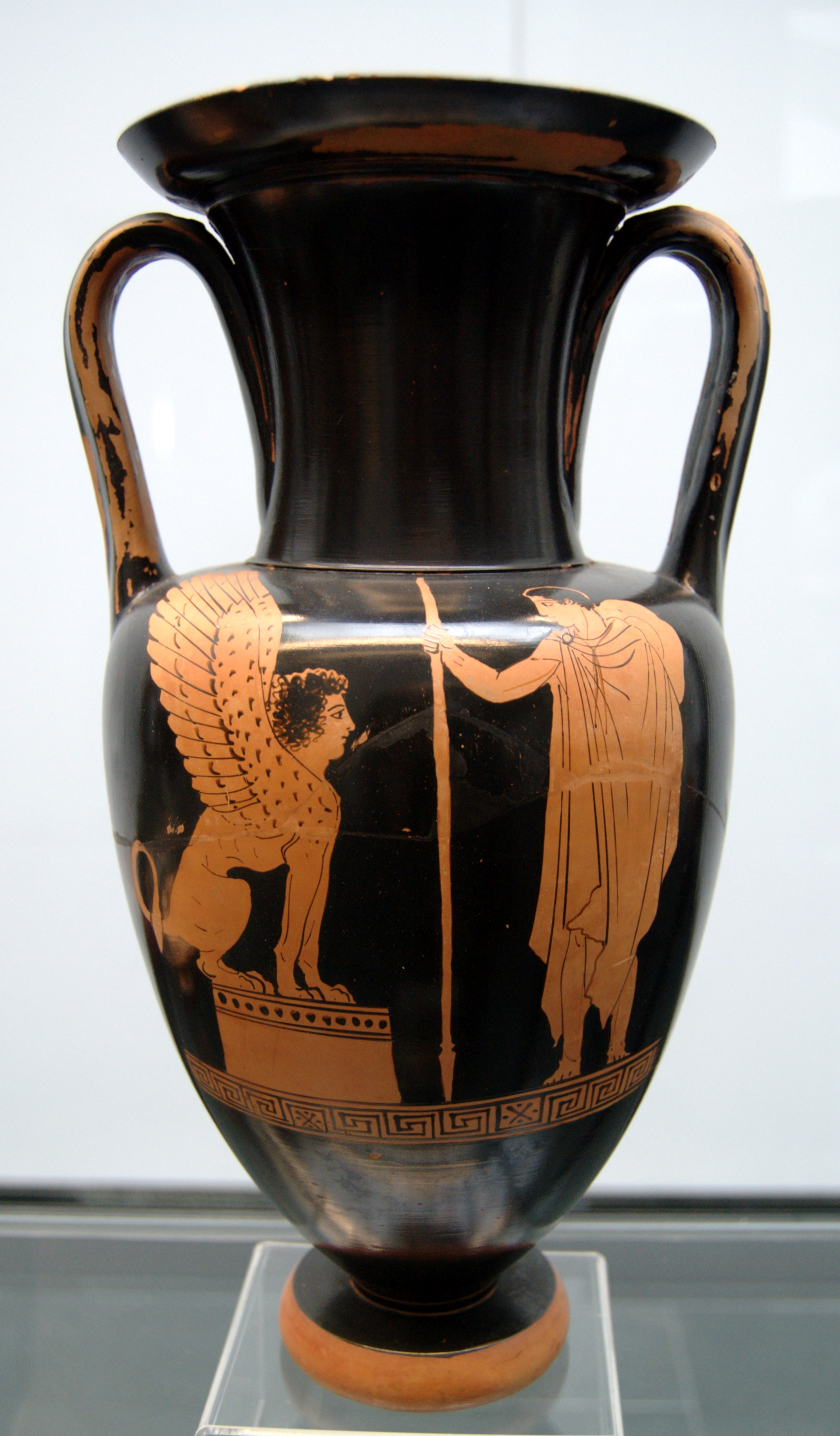
Ноланська амфора зі зображенням Едіпа і сфінкса роботи Вазописця Ахілла. Бл. 440 — 430 років до н. е. Державне античне зібрання. Мюнхен

Особливістю ранньокласичного зображення людей був їхній низький зріст і відсутність у зображеннях динаміки. Тому вони справляли серйозне і пафосне враження. Складки одягу на зображеннях навпаки стали м'якшими і пластичними. Відбулися зміни і в типології самих зображень. По-перше, вазописці стали часто зображувати не тільки самі моменти подій, а й сцени, що безпосередньо передують їм. По-друге, в вазопису знайшли відбиття й інші нові досягнення афінської демократії. Простежується вплив давньогрецької трагедії і давньогрецьких фресок, який практично не зберігся. Вазописців зрілої класики надихав Парфенон та його скульптури, що насамперед відбилося в техніці зображення одягу. Спадаючі складки тканини виглядали на зображеннях природнішими, що надавало глибину зображенню. Композиції зображень ще більш спростилися. Художники особливо цінували симетрію, гармонію і врівноваженість. Людські образи, що стали знову стрункішими, випромінювали внутрішній спокій.
Найвідоміші вазописці періоду ранньої і зрілої класики (480 — 425 роки до н. е.) — Гермонакс та Вазописець Ахілла, які продовжили художні традиції Берлінського вазописця. Сюди також належить Вазописець фіал, який був учнем Вазописця Ахілла. З'явилися нові художні течії, наприклад, «маньєристи», видатним представником яких був Вазописець Пана. Інший художній напрям представляють Вазописець Ніоби, вазописці Полігнот, Вазописець Клеофона та Вазописець діносів.

### Період пізньої класики

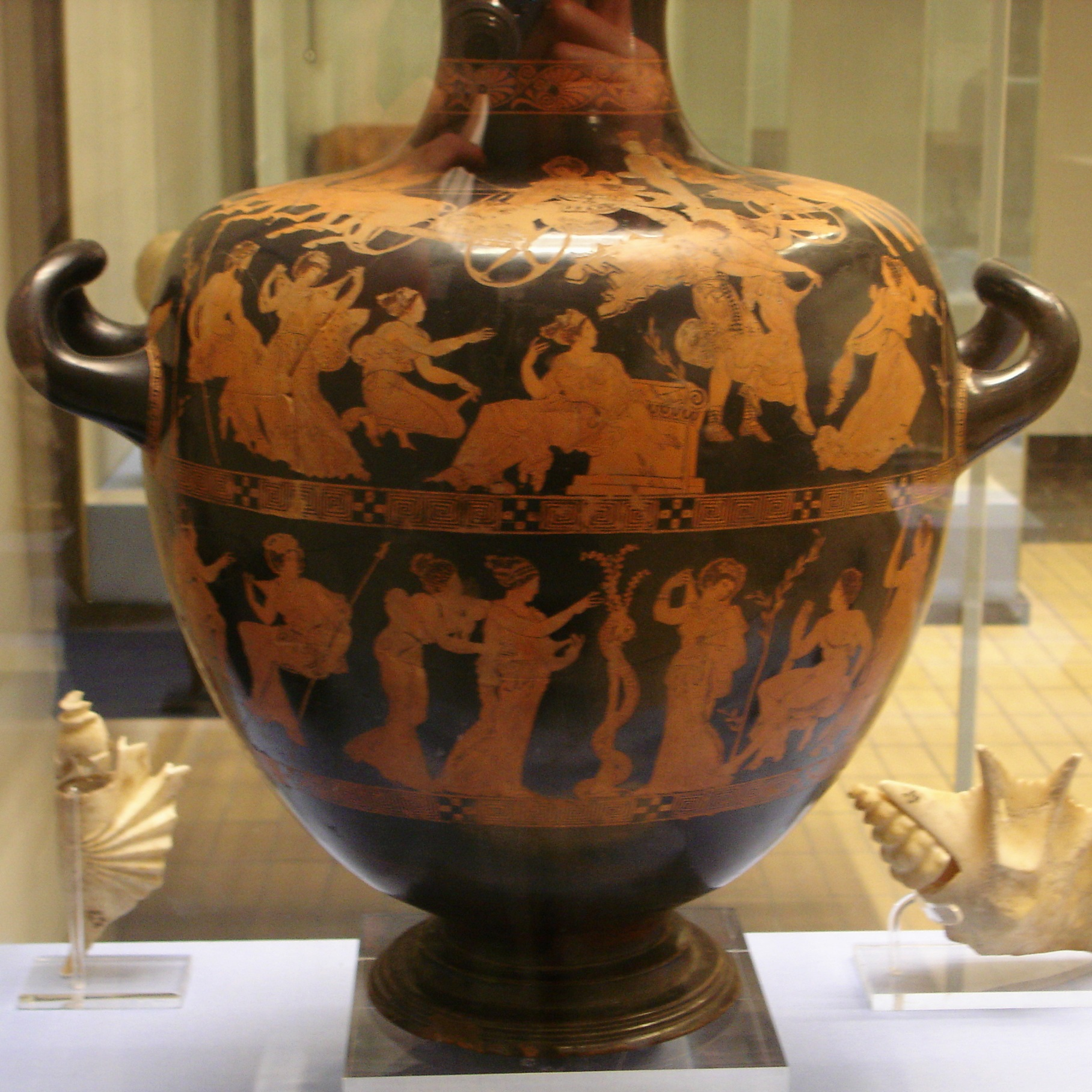
Гідрія роботи Мідія: у верхньому фризі — викрадення дочок Левкіппа Діоскурами, в нижньому — Геракл у саду Гесперид і група афінських героїв. Бл. 420 — 400 р. до н. е. Британський музей. Лондон

У період пізньої класики — починаючи з останньої чверті V ст. до н. е. — в аттичному вазописі виникли дві протилежні течії. З одного боку, з'явився напрямок, близький до «розкішного стилю» у давньогрецькій скульптурі, з іншого, продовжували розвиватися основні тенденції зрілої класики. Найвідомішим представником «розкішного стилю» був вазописець Мідій. Характерним для його творчості було зображення прозорого одягу і величезної кількості складок на ньому. Розпис відрізнявся великою кількістю декоративних елементів і додаткових об'єктів. Використовувалися нові кольори, переважно білий і золотий, що відтіняли рельєфні прикраси, що стало першою спробою створення на вазах тривимірних зображень. Спостерігалася тенденція до «пом'якшення» форм: відмінною рисою зображення чоловічого тіла перестали бути суто м'язи.

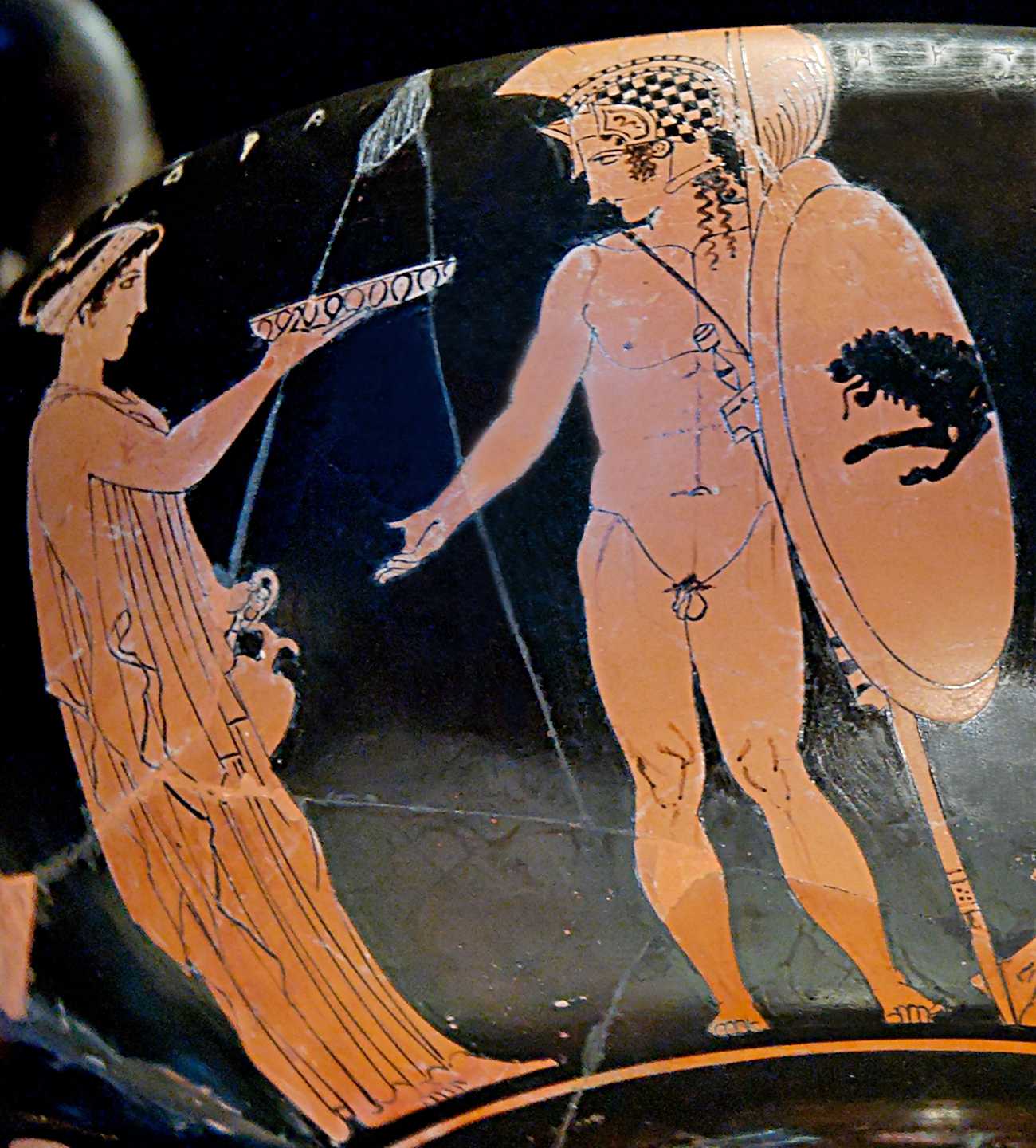
Канфар вазописця Еретрії зі зображенням Кассандри та Гектора. Бл. 425 — 420 років до н. е.

У пошуках сюжетів для своїх зображень вазописці рідше звертаються до міфології. З міфологічних персонажів на вазах зустрічаються лише Діоніс та Афродіта. Популярним стає розпис посудин сценами з приватного життя. На вазах переважають сцени з життя жінок. Причина таких змін у виборі сюжетів достеменно невідома. Можливо, що таким чином на художниках відбилися жахи Пелопоннеської війни. Мистецтвознавці також пояснюють такі зміни втратою афінськими майстрами гончарства лідируючих позицій у Середземномор'ї, що, зрештою, теж було викликано наслідками війни. Афінські гончарі стали працювати для клієнтів на території Іспанії, у яких були інші смакові вподобання і потреби. Однак деякі вазописці зберегли вірність старому стилю. Вазописець Еретрії намагався з'єднати воєдино обидва художні напрямки. Шедеврами пізньої класики є посудини невеликого формату: лекіфи, піксиди та ойнохої. У вазописців також мали успіх лекани, кратери і гідрії.

### Керченські вази

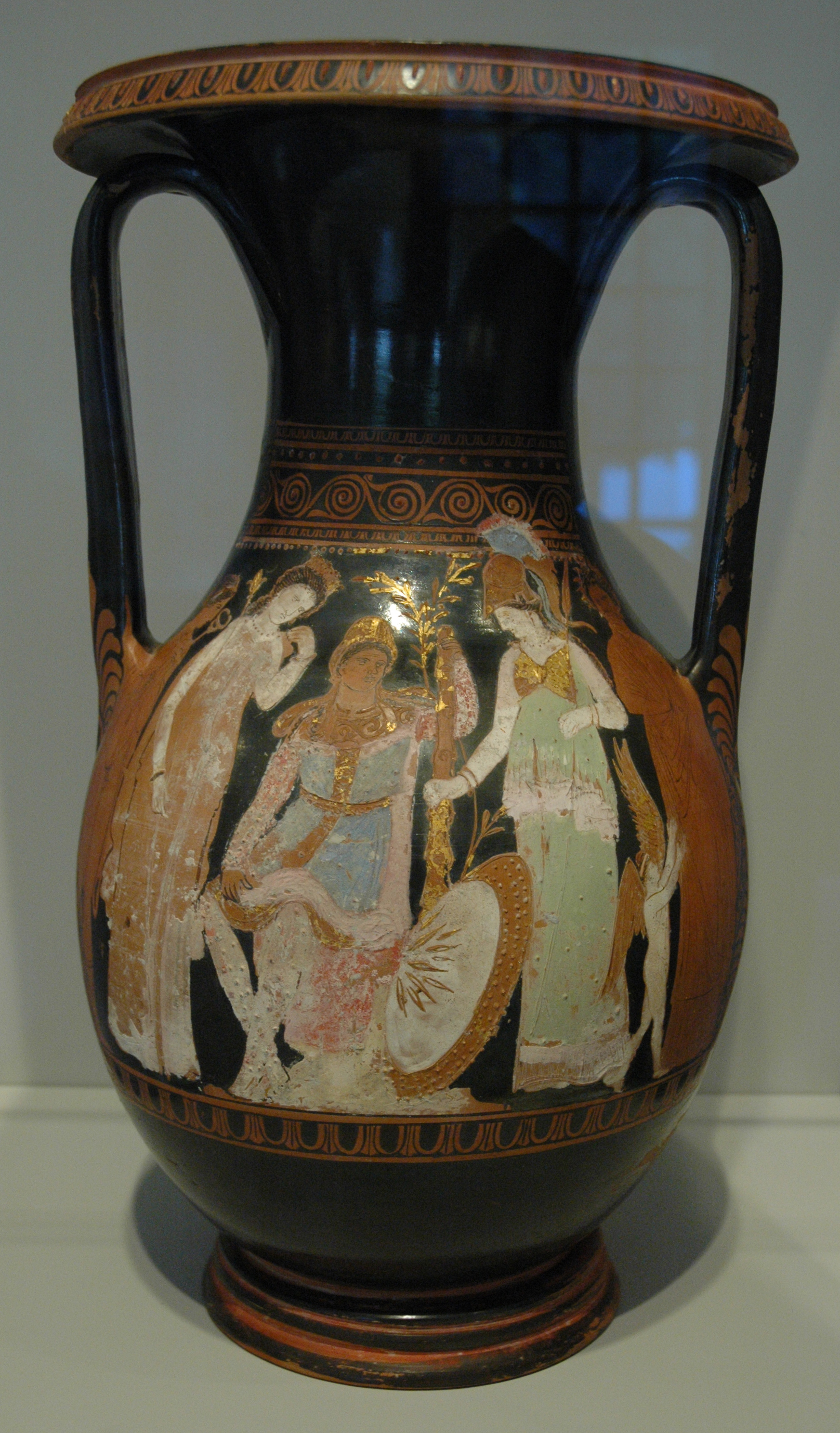
Суд Паріса. Розкішний керченський стиль.
Бл. 360 р. до н. е., Музей Гетті

Останні десятиліття червонофігурного вазопису в Аттиці ознаменувалися розквітом стилю керченських ваз. Цей стиль, що існував з 370 року до н. е. по 330 рік до н. е., отримав свою назву за місцем виявлення — Керчі — і об'єднав у собі розкішний і суворий стилі, проте з переважанням елементів першого. Характерними рисами керченських ваз є перевантаженість композиції великими, схожими на статуї, образами. Крім звичайних кольорів розпису в Керчі використовувалися синя і зелена фарби. Щоб підкреслити об'єм і тіні, наносився тонкий шар шлікеру. Іноді фігури виконувалися в техніці аплікативного рельєфу, тобто на вазу прикріплялися фігурні рельєфи. Скоротилася кількість використовуваних у вазопису форм посудин — найчастіше розписували пеліки, кубкові кратери, лекіфи, скіфоси, гідрії та ойнохої. У сюжетах зображень переважають сцени з життя жінок, а в міфології як і раніше лідирують Діоніс, а також Аріадна та Геракл.
Останні прикрашені фігурним розписом вази були створені в Афінах не пізніше 320 р. до н. е.

### Вазописці та їхні твори

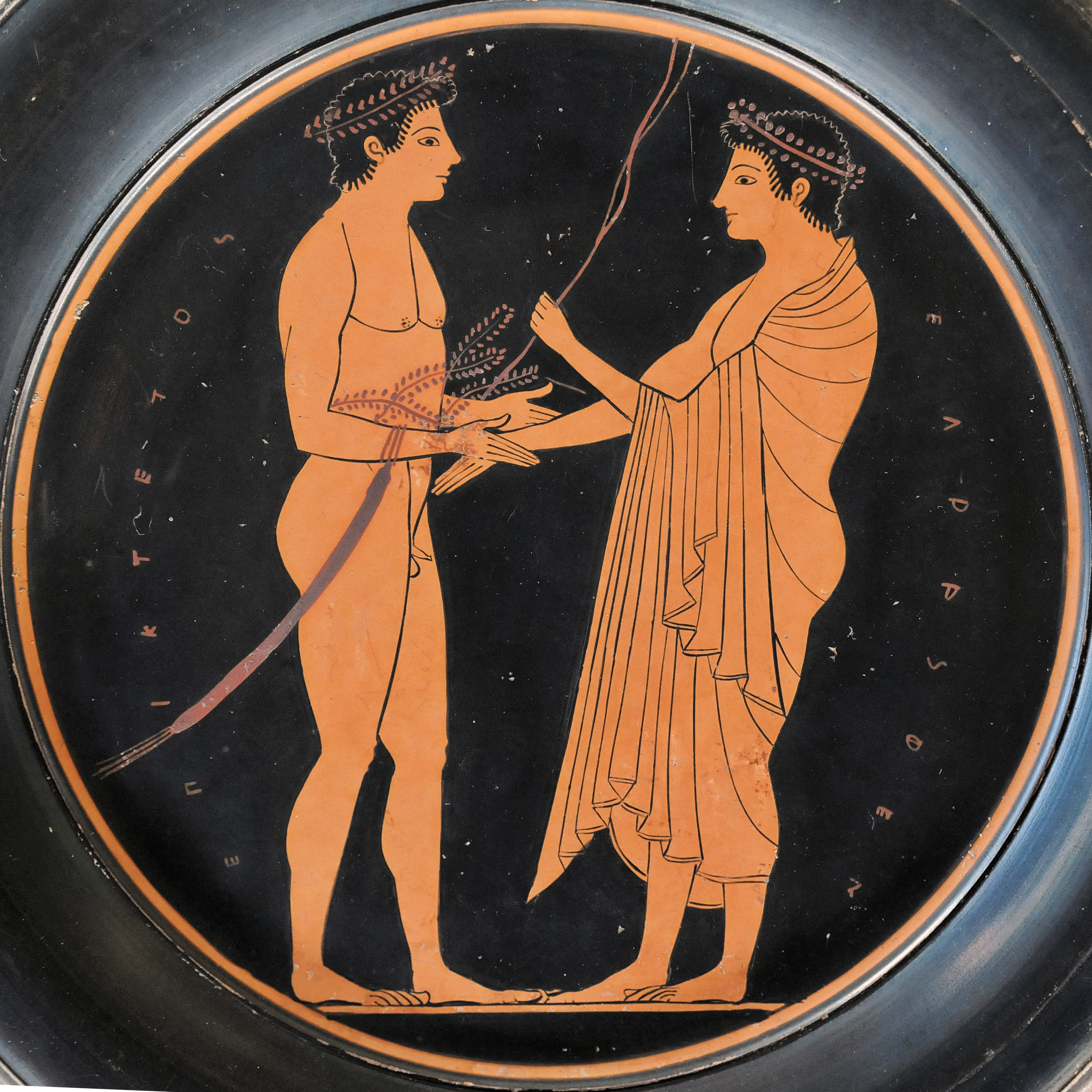
Підпис вазописця Епіктета на кіліку. Тондо із зображенням сцени в палестрі. Бл. 520 — 510 до н. е. Лувр

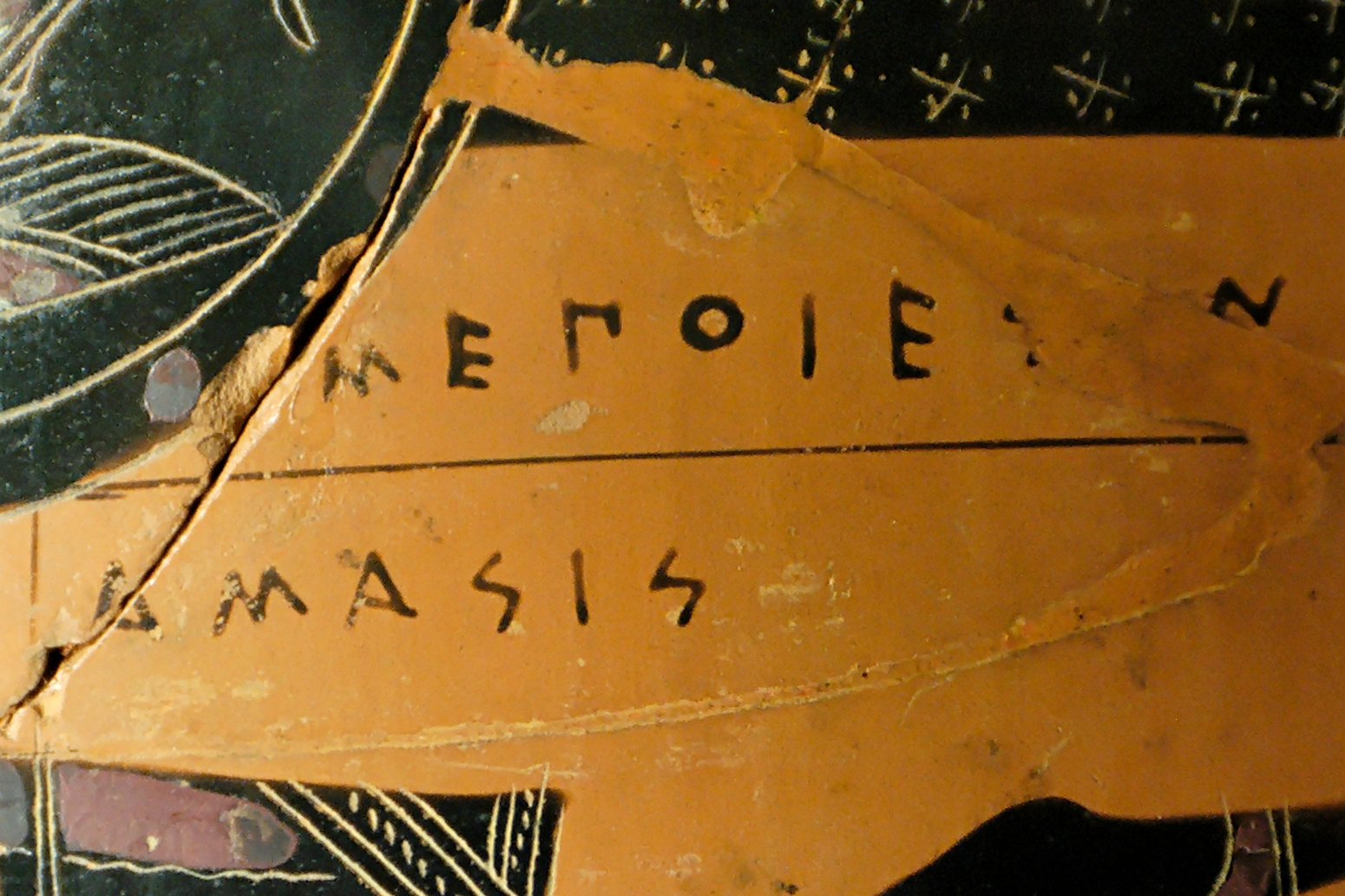
Підпис гончаря Амасіса на ольпі. Бл. 550-530 до н. е., Лувр. Париж

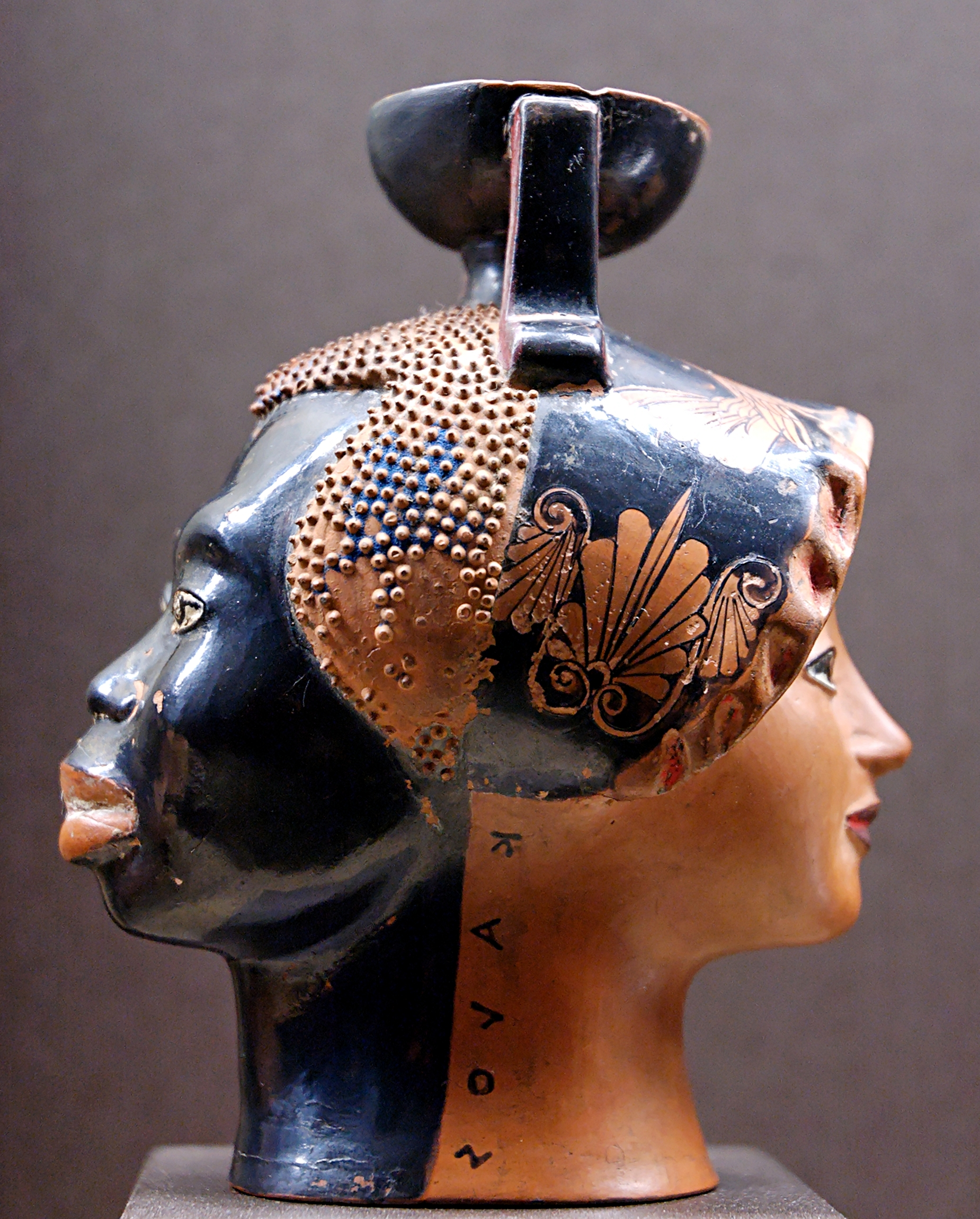
Голова ефіопа і жінки із написом любимця

Афінські гончарі проживали в кварталі Керамікос. Тут знаходилися як великі, так і невеликі гончарні майстерні. 1852 року в Керамікосі на «вулиці Гермеса» була виявлена майстерня так званого Єнського вазописця. Знайдений у ній посуд зберігаються в наш час[коли?] в Єнському університеті імені Фрідріха Шиллера.
Завдяки підписам на вазах відомі імена близько сорока аттичних вазописців. Крім імені художника на посудині зазвичай написано дав.-гр. ἐγραψεν (égrapsen) — «намалював». До підпису гончаря зазвичай додавалося дав.-гр. ἐποίησεν (epoíesen) — «зробив». Підписи гончарів зустрічаються майже вдвічі частіше, ніж підписи вазописців. Перші підписи датуються 580 роком до н. е. Підписи на кераміці з гордістю часто проставляли вазописці-піонери.
Судячи за кількісним співвідношенням підписів гончарів і вазописців, ремесло гончаря користувалося великою пошаною і повагою. Статус давньогрецького вазописця точно не встановлено. Відомо, що Ефроній та інші вазописці були одночасно і гончарями, тому вважається, що більшість вазописців не були рабами. Проте імена деяких художників вказують на те, що серед вазописців були колишні раби або метеки. Деякі зі збережених власних імен неможливо інтерпретувати однозначно. Так, підпис «Полігнот» ставили кілька вазописців, які, можливо, намагалися досягти успіху за рахунок відомішого художника-монументаліста. Можливо, аналогічно використовувалися й інші відомі імена, як, наприклад, Арістофан. Творчість деяких вазописців вдалося простежити лише протягом короткого періоду часу — одного—двох десятиліть, але відомі і художники, які працювали набагато довше: Дуріс, Макрон, Гермонакс або Вазописець Ахілла. На підставі наявних даних про те, що вазописці прагнули стати гончарями, і при відсутності даних про те, що гончарі бралися за вазописні роботи, вважається, що кар'єра в гончарній справі починалася з підмайстра, в обов'язки якого входив розпис ваз, і закінчувалася гончарем. Такий поділ праці очевидно існував і в епоху червонофігурного вазопису, у той час як у чорнофігурний період багато майстрів самостійно виконували як гончарну, так і вазописну роботу — (Ексекій, Неарх і можливо Амасіс). Із зростанням попиту на керамічні товари змінився технологічний процес у гончарній справі, з'явився поділ праці, і не завжди однозначний поділ на гончарів і вазописців став нормою.
Розпис посудин доручався переважно молодим підмайстрам. Виходячи з цього можна зробити припущення про можливості ремісничих колективів. Зазвичай в одній гончарній майстерні працювало кілька вазописців, оскільки роботи одного гончаря, що відносяться до одного й того ж періоду часу, розписані різними вазописцями. Так на Ефронія працювали, зокрема, Онесім, Дуріс, Вазописець Антифона, Вазописець Тріптолема та Вазописець Пістоксена. Можливо, вазописці працювали одночасно на кілька майстерень. Так вазописець чаш Ольтос розписував кераміку, виготовлену не менше ніж шістьма різними гончарями.
Сучасний погляд на вазописців як на художників і відповідно на їх роботи як на твори мистецтва не відповідає античній реальності. Вазописці як і гончарі були ремісниками, а результати їх праці — товаром. Ремісники мали освіту, про що свідчать написи на кераміці. Однак зустрічаються й беззмістовні сполучення слів, що свідчить про те, що грамотою володіли не всі вазописці. Версія про належність гончарів і вазописців до еліти Аттики не знайшла серйозних доказів. Більша частина вазописних робіт виконувалася на псиктерах, кратерах, гідріях, стамносах, киліксах і канфарах, що призначалися для симпосіїв.
Ретельно розписана кераміка була добрим, але не найбільш цінованим столовим посудом у стародавніх греків. Більше цінувався посуд із благородного металу. Однак керамічні вази не були дешевим товаром, особливо дорого коштували вироби великого розміру. В 500 році до н. е. велика розписана посудина коштувала близько однієї драхми, що становило денний заробіток каменотеса. На основі численних знахідок у похованнях виявлено, що нижні шари суспільства використовували у побуті просту з оформлення кераміку і ще частіше посуд із дерева.
Численні знахідки червонофігурної кераміки свідчать про те, що посудини, можливо, не найвищої якості, використовувалися у повсякденному житті. Але більшу частину продукції гончарних майстерень становили посудини для культових ритуалів та поховань. Виробництво високоякісної кераміки було прибутковою справою. Так, уламки дорогоцінного священного подарунка вазописця Ефронія були знайдені в Афінському акрополі.
Не можна недооцінювати роль експорту афінської кераміки у добробуті міста. Багато гончарних майстерень орієнтувалися на експорт продукції і виконували ті речі, які мали попит у відповідному регіоні. Занепад аттичного вазопису стався саме тоді, коли етруски, основні споживачі їх продукції, потрапили під вплив з боку римлян і греків з південної Італії. Іншою причиною зникнення прикрашеного розписом посуду стала зміна смаку, яка настала в елліністичний період. Підтвердженням орієнтованості вазописців на експорт є майже повна відсутність на зображеннях театральних сцен, оскільки покупці кераміки, що належать до інших культурних кіл, як, наприклад, етруски або жителі Піренейського півострова, не могли зрозуміти їх зміст, і вони не становили для них інтересу. Навпаки, у вазописі Нижньої Італії, не орієнтованої на експорт, вази із зображенням театральних сцен не є рідкістю.

## Вазопис Нижньої Італії
Нижня (Південна) Італія (разом із Сицилією) у вазописі — єдиний регіон, який як за своїм художнім значенням, так і за рівнем наукової дослідженості може зрівнятися з Аттикою. На відміну від аттичних, італійські вазописці працювали переважно на місцеві ринки. За межами нижньої Італії їх роботи зустрічаються рідко. Перші гончарні майстерні в нижній Італії в середині V ст. до н. е. відкривали аттичні гончарі. Місцеві ремісники швидко вивчили техніку гончарних і вазописних робіт і незабаром подолали тематичну і формальну залежність від аттичного вазопису. До кінця сторіччя в Апулії з'явилися так звані «розкішний» і «суворий» стилі. Розкішний стиль проник і в вазописні школи континентальної Італії, які однак не змогли досягти рівня апулійців.
В даний час налічується приблизно 21 тисячі ваз і їх фрагментів, виготовлених у нижній Італії. З них близько 11 тисяч складають апулійські вази, 4 тисячі — родом з Кампанії, 2 тисячі зроблено в Пестумі, півтори тисячі — в Луканії і близько однієї тисячі — на Сицилії.

### Апулія

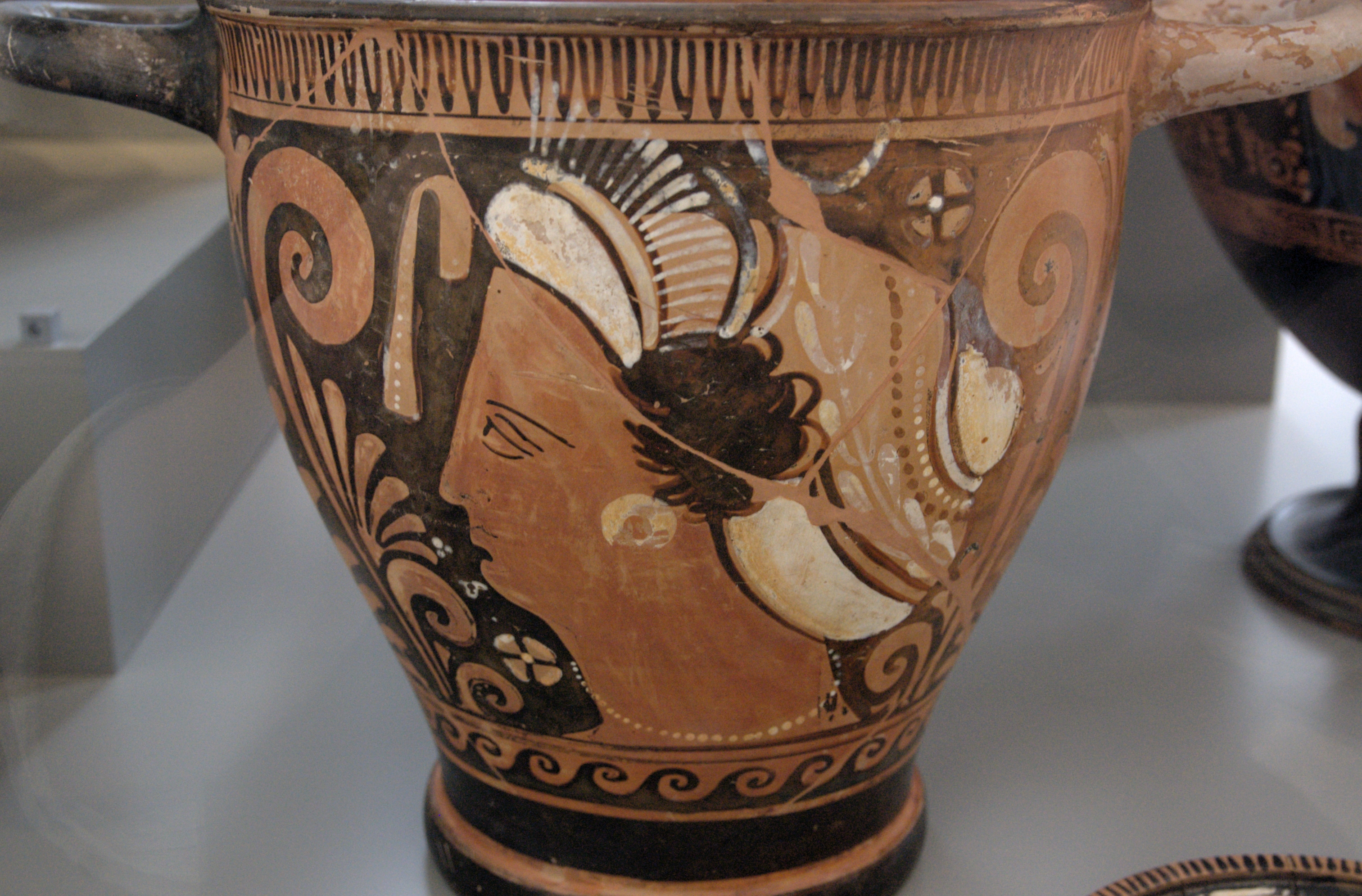
Скіфос із зображенням жіночої голови роботи Вазописця Армідейла. Бл. 340 р. до н. е. Берлінський музей. Берлін

Апулія займала провідні позиції у вазопису нижньої Італії. Основний центр гончарного виробництва знаходився в Таренті(зараз місто Таранто). Червонофігурні вази виготовлялися в Апулії в період із 430 по 300 роки до н. е. У апулійскому стилі заведено виділяти два напрямки: розкішний та суворий стилі вазопису. У суворому стилі зазвичай розписувалися дрібніші посудини, виняток становили лише дзвоновидні кратери і кратери-колонетти. На цих вазах рідко зустрічається більше чотирьох фігур. Зображення на вазах охоплюють сцени давньогрецької міфології, жіночі голови, батальні сцени і сцени прощання, а також тіасоси — урочисті ходи на честь Діоніса. На зворотному боці «суворих» ваз часто зустрічаються характерні для вазопису нижньої Італії зображення «юнаків у накидках». Суттєвою рисою цих витриманих у строгому стилі ваз є практично повна відмова від використання додаткових кольорів. Найвідомішими апулійськими вазописцями вважаються Вазописець Сізіфа та Тарпорлійський вазописець. Із середини IV ст. до н. е. спостерігається зближення суворого стилю з розкішним. Найяскравішим представником цього періоду є Варрезський вазописець.

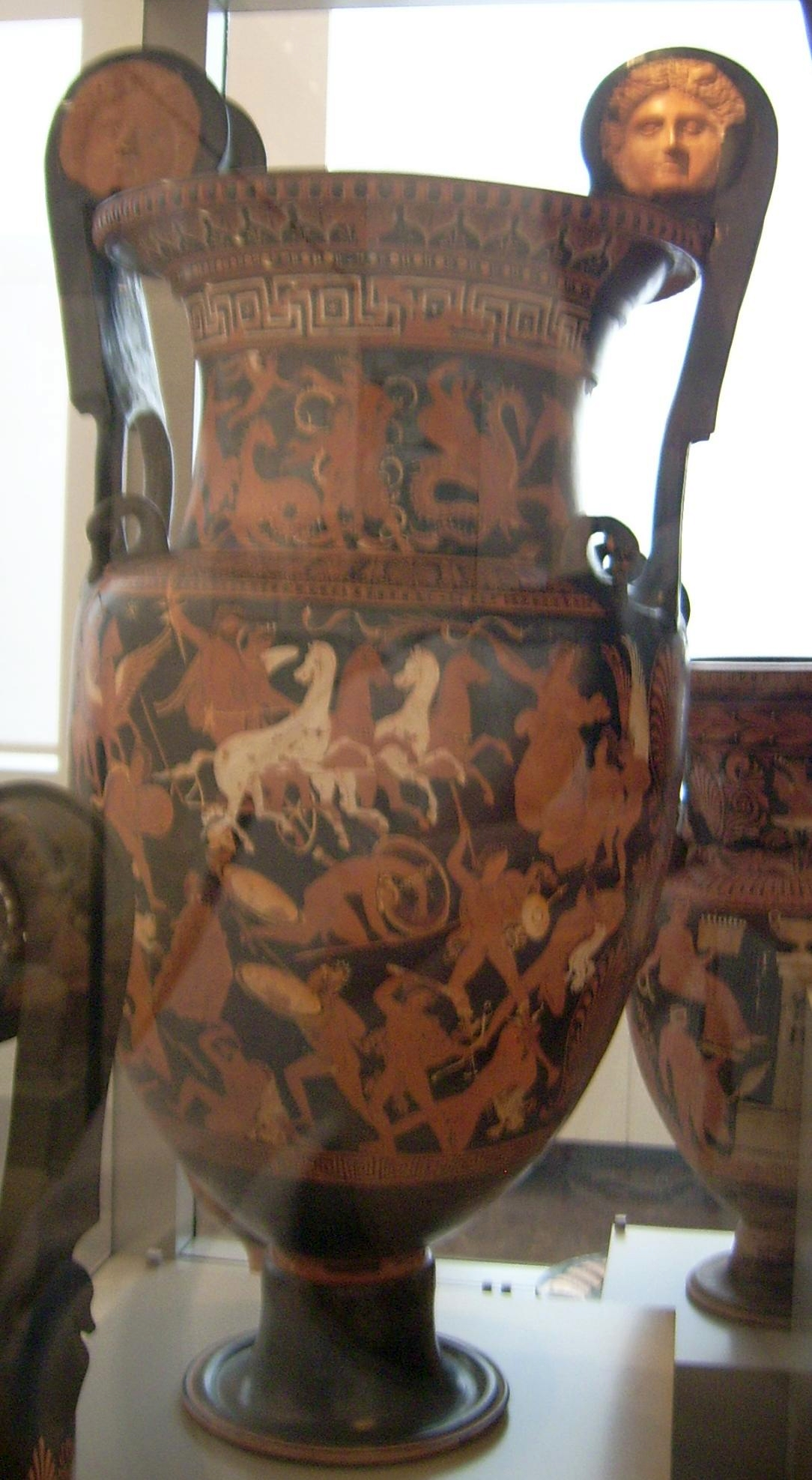
Кратер із зображенням гігантомахії Вазописця пекла. Бл. 340 до н. е. Берлінський музей. Берлін

Вазописці розкішного стилю надавали перевагу вазам великого розміру: кратерам із волютами, амфорам, лутрофорам і гідріям. На великій поверхні такої посудини іноді розміщувалося до 20 фігур, часто у кількох регістрах. У вазопису розкішного стилю часто використовувалися додаткові кольори, перш за все відтінки червоного, золотий і білий кольори. Починаючи з другої половини IV ст. до н. е. шийку і бічні частини судин стали розписуватися багатими рослинними орнаментами. В цей же час вазописці стали використовувати можливості перспективи, перш за все, для зображення будівель — палаців пекла і наїсків. Із 360 року до н. е. такі архітектурні зображення часто зустрічаються у сценах, пов'язаних із культом мертвих на «наїскових вазах». Цей стиль представляють Вазописець Іліуперса, Вазописець Дарія та Балтиморський вазописець. Успіх мали сцени на міфологічні сюжети: зібрання богів, Амазономахія, Троянська війна, Геракл та Беллерофонт. Проте серед них зустрічалися й рідкісні міфологічні зображення, які розглядаються фахівцями як єдині іконографічні джерела. Театральний сюжет типовий для апулійських майстрів і невідомий у аттичному вазописі. Нерідко на апулійських вазах зустрічаються жартівливі сцени (так звані вази із зображенням фліаки). Сцени з повсякденного життя і зображення атлетів були популярні лише при становленні апулійського вазопису, після 370 року до н. е. вони повністю зникають із набору сюжетів апулійських вазописців.
Апулійський вазопис зробив великий вплив на інші центри гончарного виробництва. Вважається, що деякі вазописці з Апулії переселилися в інші міста нижньої Італії, і розповсюдили там свій досвід. Крім червонофігурних ваз Апулія славилася своїми чорнолаковими посудинами з нанесеним зверху візерунком (гнафіями) і поліхромними вазами (вазами з Каноза).

### Кампанія

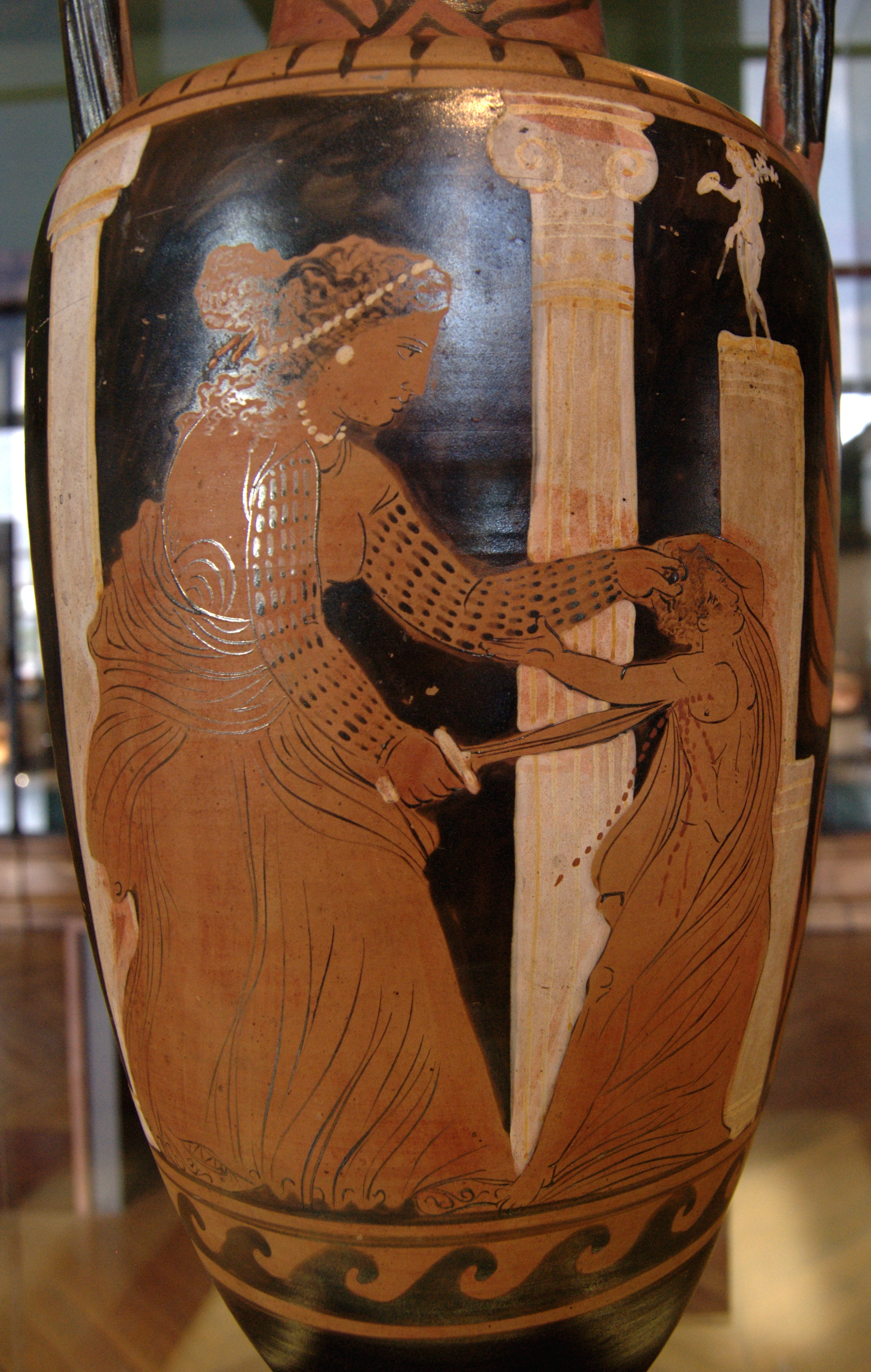
Медея вбиває своїх дітей. Амфора роботи Вазописця Іксіона. Бл. 330 р. до н. е. Лувр. Париж

У Кампанії червонофігурний стиль кераміки поширився в V—IV століттях до н. е. На посудини зі світло-коричневої кампанської глини наносився шар покриття, що набирав після випалу відтінку від рожевого до червоного. Кампанські вазописці переважно виробляли кераміку невеликого розміру, а також гідрії та дзвоноподібні кратери. У Кампанії не зустрічаються такі типові для Апулії посудини — кратери з волютами, кратери-колонетти, лутрофори, ритони і несториди. Рідкісні у Кампанії й пеліки. Сюжетний репертуар кампанського вазопису також обмежений. На кампанійських вазах зустрічаються зображення молодих чоловіків і жінок, сцени тіасосів, птахів і тварин, але найчастіше — місцевих воїнів і жінок. На зворотному боці кампанської посудини також зустрічаються апулійські «юнаки в накидках». Роль міфологічних сюжетів і похоронного культу невелика. Лише до 340 року до н. е. у апулійскіх вазописців були запозичені наїскові сцени, орнаментальні елементи і поліхромія.
До масової появи в Кампанії у другій чверті IV століття до н. е. сицилійських гончарів, які заснували там численні гончарні майстерні, була відома лише майстерня групи вазописців «Owl-Pillar» (з англійської — «Совиний стовпчик»), діяльність яких належить до V століття до н. е. У кампанському вазописі виділяють три основні вазописні групи: Перша група представлена майстернею Вазописця Кассандри з Капуї, що знаходився під впливом сицилійських майстрів. За ним пішли майстерні Вазописця Перріша, Лагеттського вазописця та Кайванського вазописця. Характерною рисою є велика кількість зображень сатири із тирсами, голів — переважно під ручками гідрій, олов'яні канти на одязі і використання додаткових фарб — білої, червоної і жовтої. Імовірно Лагеттський і Кайванський вазописці пізніше переселилися в Пестум.
Група вазописців «AV» працювала також у Капуі. З неї особливо виділяється один з її засновників — Вазописець білих облич. Типовою рисою його роботи є білий колір у зображенні жіночих облич. Вазописці цієї групи спеціалізувалися на зображенні сцен місцевого життя, жінок і воїнів. Багатофігурні сцени зустрічаються рідко, на лицьовому і зворотному боці ваз звичайно зображено лише по одному образу, іноді лише голова. Одяг на зображеннях виконувався досить недбало.
В Кумах після 350 року до н. е. працював Бостонський вазописець СА і його колеги та послідовники. Вазописець СА вважається найвидатнішим представником цієї вазописної групи, а можливо, і вазопису Кампанії в цілому. Починаючи з 330 року до н. е. спостерігається сильний вплив апулійських майстрів. Найпопулярнішими мотивами є наїскові і похоронні сцени, діонісійські сцени і зображення сімпосіїв. Типові зображення прикрашених жіночих голівок. Вазописець СА працював в поліхромній техніці і іноді використовував досить велику кількість літопона(суміш сульфату барію з сульфатом цинку) для зображуваних об'єктів архітектури та жіночих образів. Його послідовники насилу могли відповідати його рівню, і занепад кампанського вазопису настав близько 300 року до н. е.

### Луканія

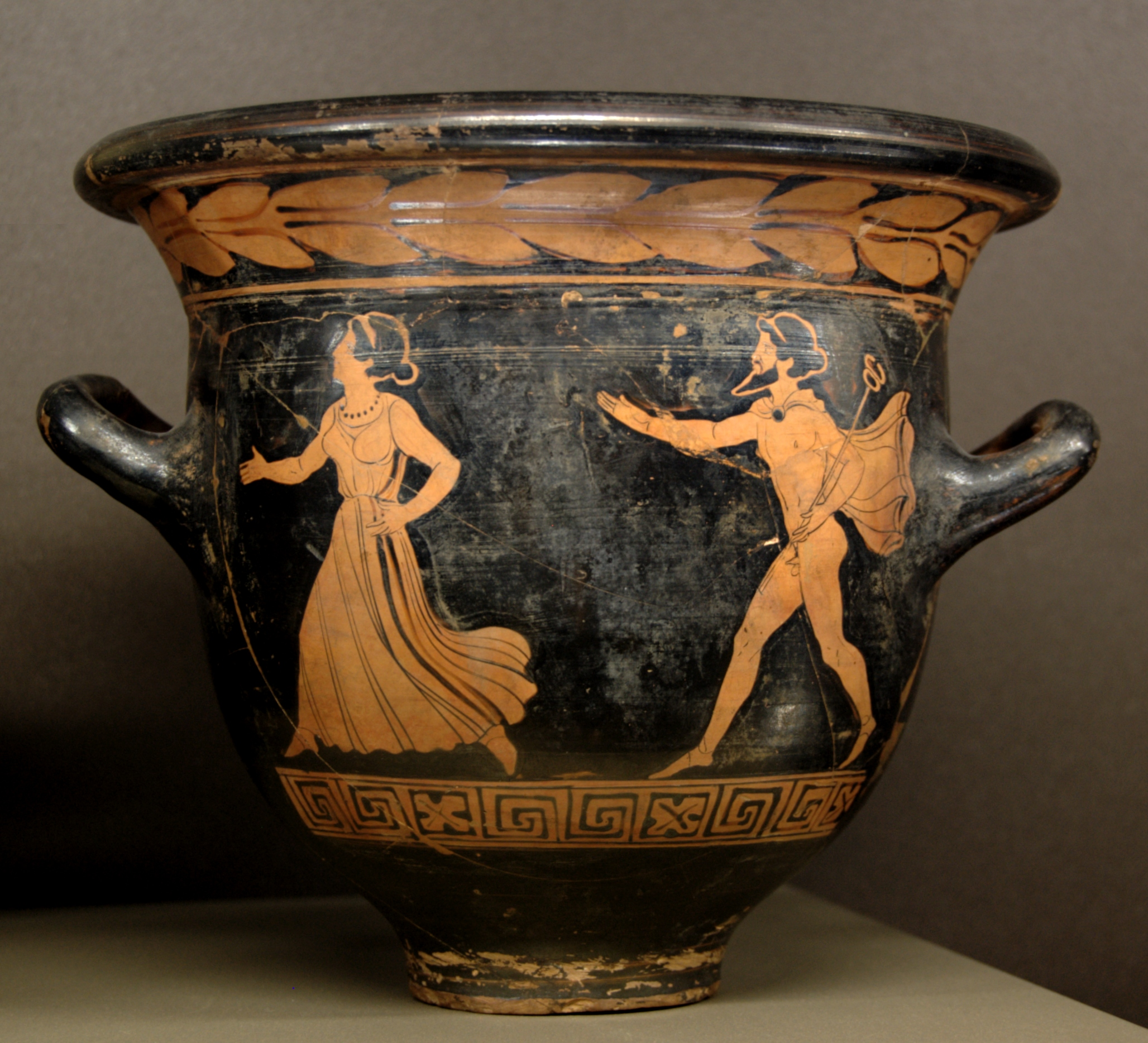
Зображення Гермеса, який переслідує жінку, на дзвоновидному кратері Вазописця Долона. Бл. 390 — 380 років до н. е. Лувр. Париж

Луканський вазопис виник близько 430 року до н. е. завдяки Вазописцю Пістіччі. Вважається, що цей вазописець, який знаходився під впливом аттичних майстрів, працював в Пістіччі, де і була виявлена частина його робіт. У його послідовників — Вазописця Аміка та Вазописця циклопа майстерня знаходилася в Метапонті. Вони першими взялися за розпис керамічних посудин нової форми — несторид. На зображеннях луканського вазопису часто зустрічаються міфологічні й театральні сцени. Наприклад, Вазописець Хоефори, названий за трагедією з трилогії «Орестея» Есхіла, зображував сцени з цієї трагедії на багатьох своїх посудинах. До того часу почав позначатися вплив апулійського вазопису. Типовими стають поліхромія та рослинні візерунки. Найбільш значущими представниками цього періоду є Вазописець Долона та Бруклінсько-Будапештський вазописець. У середині IV ст. до н. е. спостерігається спад якості і тематичного розмаїття луканського вазопису. Останнім відомим вазописцем Луканії став Вазописець Примато, який працював у стилі апулійського Вазописця Лікурга. Луканський вазопис стрімко зникає до останньої чверті IV століття до н. е.

### Пестум

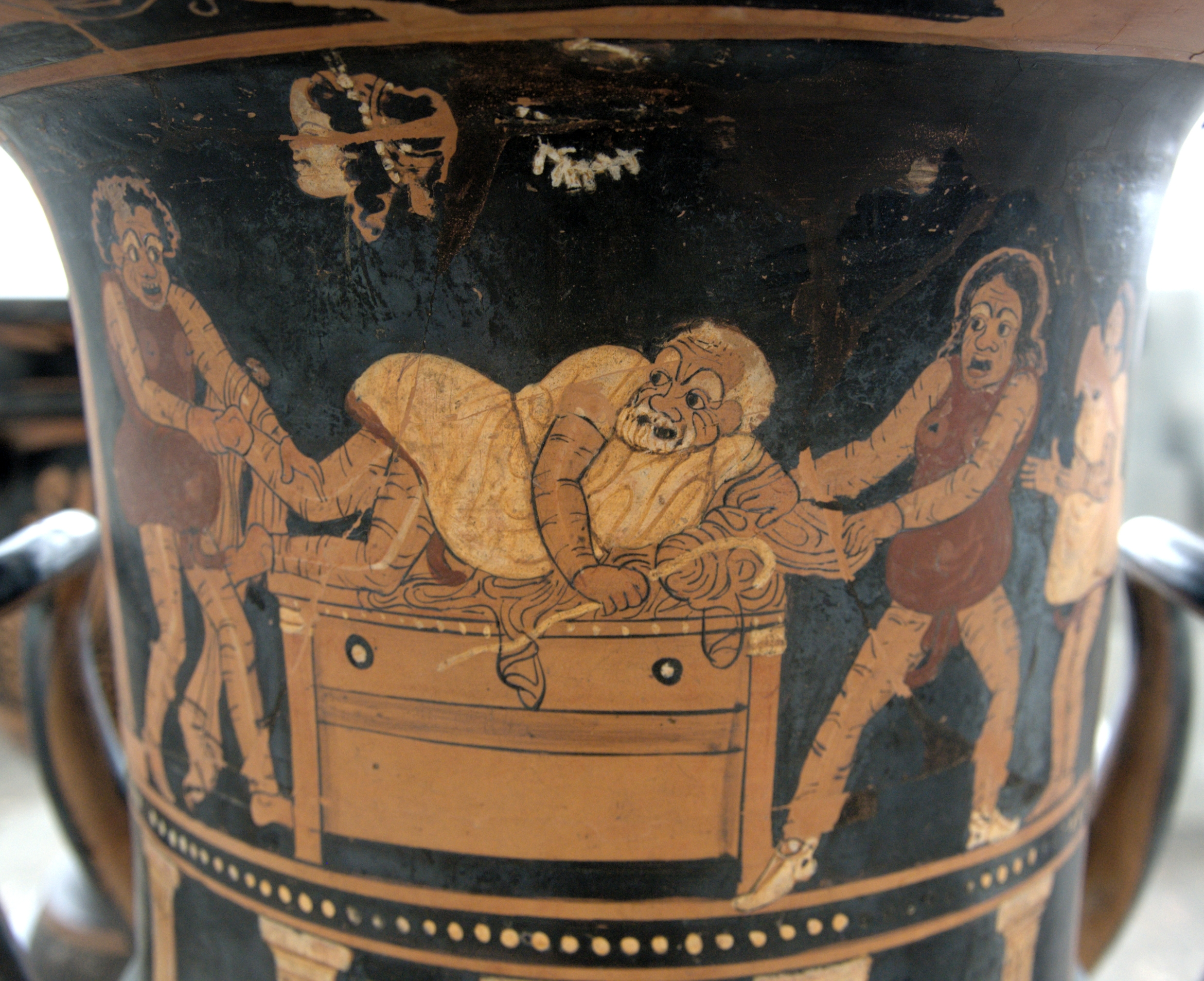
Кубковий кратер зі сценою фліака роботи Вазописця Астея. Бл. 350 — 340 р. до н. е. Берлінський музей. Берлін

Пестумський вазопис є найпізнішим із виниклих у нижній Італії стилів. Своєю появою близько 360 року до н. е. він зобов'язаний сицилійцю. Перша майстерня Пестума належала Астею та Піфону. Це єдині вазописці нижньої Італії, чиї імена збереглися завдяки підписам на їхніх роботах. Вони розписували дзвоновидні кратери, амфори, гідрії, весільний лебес, лекани, лекіфи і глечики. Рідше вони звертали увагу на пеліки, кубкові кратери і кратери з волютами. Для їх стилю характерний розпис бічних поверхонь посудин пальметами, орнамент із квітковими чашечками і парасольками, що отримав назву «цвітіння Астея», олов'яне оздоблення одягу і вільно розкидане по спинах волосся. Тіла людей часто нахилені вперед або спиралися на рослини й камені. Використовувалися додаткові кольори: білий, золотий, чорний, пурпурний і різні відтінки червоного.

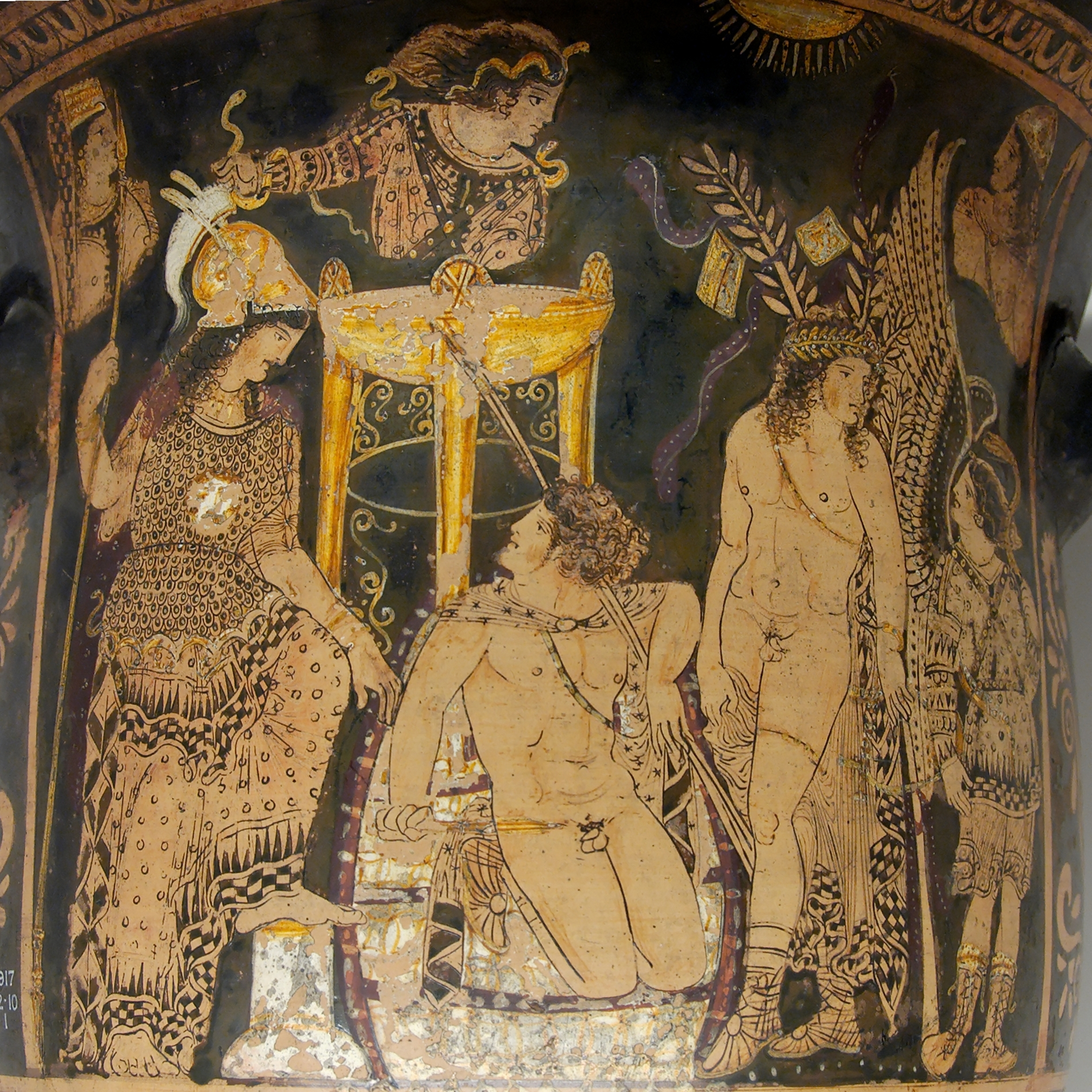
Зображення Ореста в Дельфах на кратері роботи Піфона. Бл. 330 р. до н. е. Британський музей. Лондон

На кераміці Пестума часто зображуються діонісійські сцени: тіасоси і сімпосії, сатири і вакханки, силени і сцени фліаків. Зустрічаються численні герої і боги з античних міфів: Геракл, Паріс, Орест, Електра, Афродіта та Ерос, Аполлон, Афіна та Гермес. На пестумських посудинах практично не зустрічаються сцени із повсякденного життя, зате є багато зображень тварин. Творчість вазописців Астея і Піфона мала тривалий вплив на пестумський вазопис. Про це свідчать роботи їх послідовників, зокрема прибулого із Апулії Вазописця Афродіти. Близько 330 року до н. е. з'явилася друга майстерня, що на початковому етапі копіювала роботи першої. Проте з часом роботи її майстрів стали вирізнятися високою якістю та різноманітністю сюжетів. У цьому періоді відчувається вплив творчості Кайванського вазописця з Кампанії з його лінійними контурами одягу і відсутністю контурів обведення у жіночих фігур. Занепад пестумського вазопису припадає на 300 рік до н. е.

### Сицилія

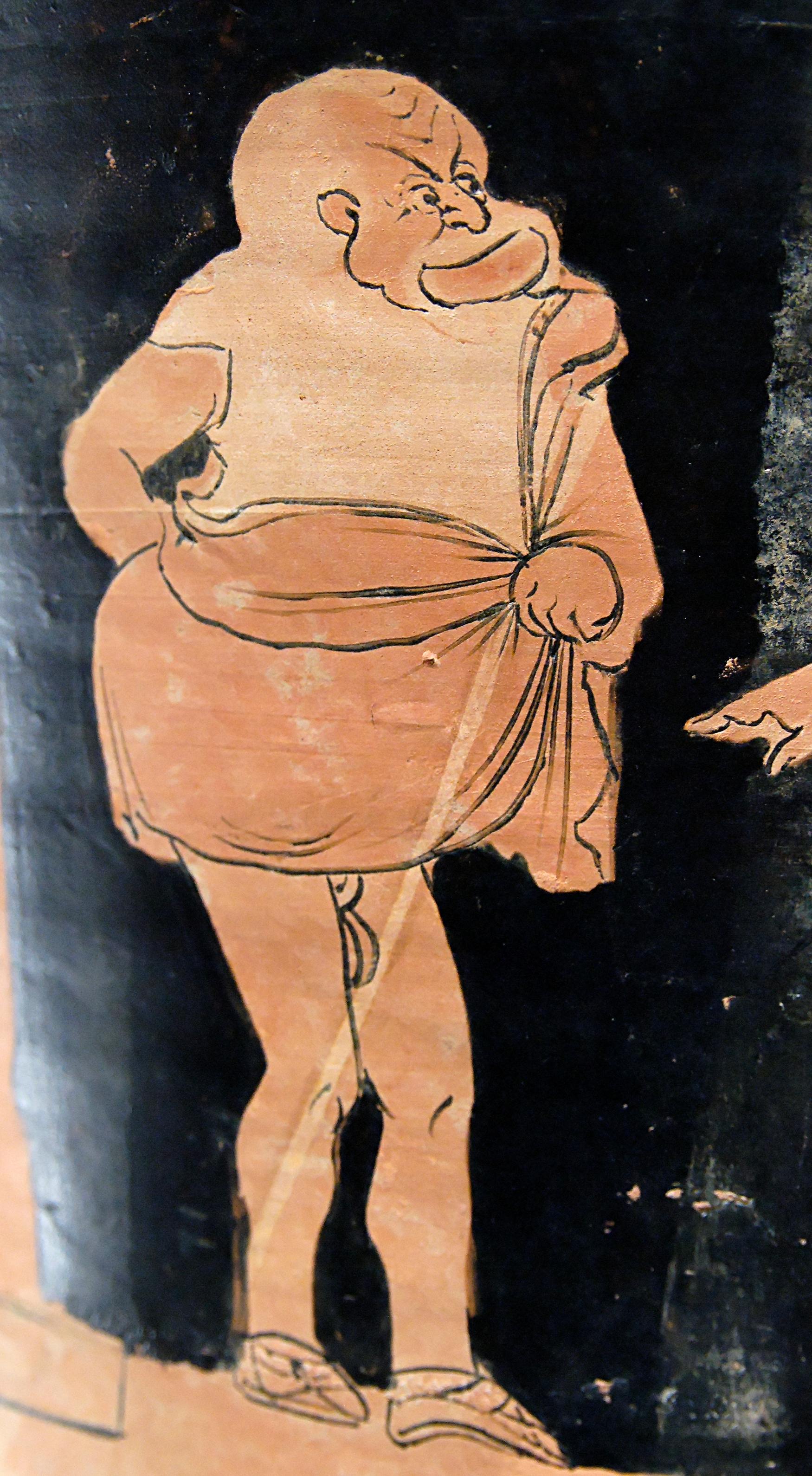
Сцена фліака на кратері вазописної групи Лентіні-Манфрія: раб у короткій туніці. Бл. 350 — 340 роки до н. е. Лувр. Париж

Сицилійський вазопис в містах Гімера та Сиракузи бере свій початок на межі V—IV століть до н. е. і за стилем, тематикою, декором і формою кераміки був пов'язаний із аттичними зразками. Найсильніше відчувається вплив пізньокласичного вазописця з Аттики Мідія. У другій чверті IV століття до н. е. багато сицилійських майстрів кераміки переселилися в Кампанію й Пестум і заснували там свої майстерні. Обмежене виробництво кераміки збереглося лише в Сиракузах.
Типовий сицилійський стиль вазопису склався близько 340 року до н. е. Тут розрізняють три вазописні групи. Перша, названа групою Лентіні-Манфрія, працювала в Сиракузах і Джелі, друга — чентуріпська — біля підніжжя Етни, а третя — на Ліпарських островах. Для сицилійського вазопису характерне використання додаткових кольорів, зокрема, білого. Здебільшого в сицилійському вазопису раннього періоду переважають керамічні посудини: кубкові кратери і гідрії. Однак зустрічаються і маленькі бутлі, лекани, лекіфи, скіфоси, піксиди. Вони прикрашені сценами з життя жінок, зображеннями Ероса, жіночих голівок і сцен фліака. Міфологічні зображення зустрічаються досить рідко. Як і в інших областях Італії, вазопис втрачає своє значення на Сицилії до 300 року до н. е.

## Вазопис Етрурії та інших регіонів

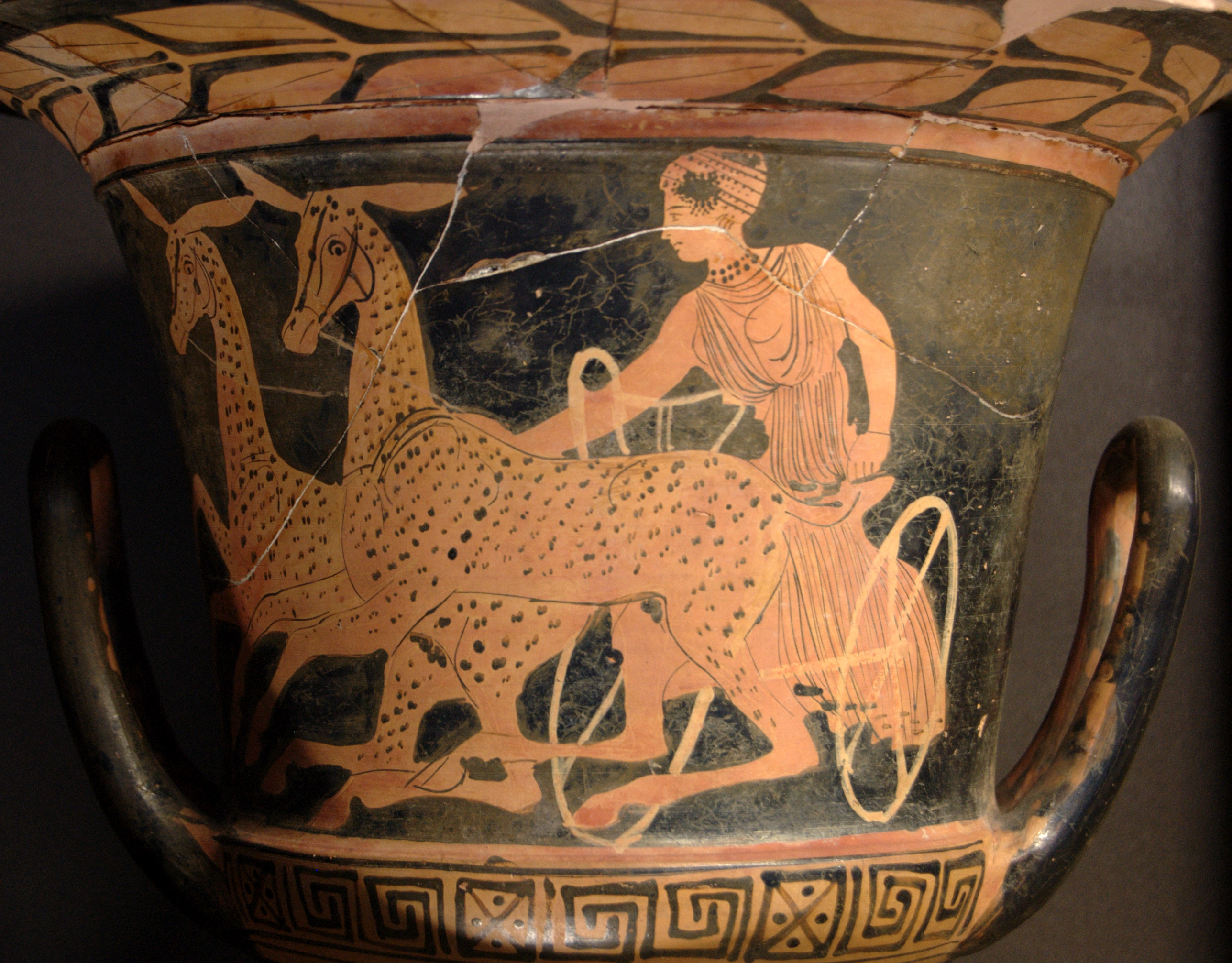
Артеміда в колісниці, кантарос вазописця Великого Афінського канфара. Бл. 450 — 425 роки до н. е. Лувр. Париж

На відміну від чорнофігурного вазопису, у червонофігурному вазописі практично не з'явилося значних регіональних напрямів, шкіл або майстерень. У Греції гончарні майстерні існували також у Беотії (Вазописець Великого Афінського канфара), Халкідіках, Еліди, Еретрії, Коринфі і Лаконії.
В Етрурії, де проживала основна клієнтура аттичних вазописців, місцевим гончарним майстерням вдалося вийти за межі регіонального ринку. Імітація червонофігурного стилю почалася тут лише в 490 році до н. е., через п'ятдесят років після його виникнення. Лише до кінця V століття до н. е. в Етрурії з'явилася справжня червонофігурна техніка вазопису. У Етрурії знайдені численні свідоцтва існування двох напрямків етруського вазопису: псевдо-червонофігурного і власне червонофігурного. Гончарі і вазописці Етрурії працювали не тільки на місцевий ринок, а й відправляли свою продукцію на продаж на Мальту, в Карфаген, Стародавній Рим і на Лігурійське узбережжя.

### Псевдо-червонофігурний вазопис
Спочатку червонофігурна техніка вазопису просто імітувалася. Як і на деяких ранніх аттичних вазах посудини повністю покривалися чорною глянцевою глиною, а фігури малювали поверху червоними та білими оксидними мінеральним фарбами. На відміну від власне червонофігурної техніки, червоним малюнок на вазі ставав не від випалу не покритих фарбою ділянок тла, а від фарби. Внутрішні лінії малюнка за аналогією з чорнофігурним вазописом виконувалися насічками, а не фарбами. У цьому стилі прикрашали свої роботи Вазописець Праксіаса і його колеги по майстерні у Вульчі. Попри добре знання вазописцями цієї майстерні сюжетів грецької міфології та іконографії їх походження з Афін не доведено.
Псевдо-червонофігурний стиль затримався в Етрурії довше, ніж у Афінах. У цій техніці вазопису спеціалізувалося кілька гончарних майстерень IV століття до н. е. при тому, що в цей час власне червонофігурний стиль вже широко поширився серед етруських вазописців. Варті згадки майстерні групи Сокра і групи Фантома. Більш рання за часом група Сокра розписувала свої чаші сюжетами не тільки з давньогрецької міфології, але й етруського змісту. Основу сюжетів групи Фантома складають зображення людей в одязі в комбінації з рослинними і пальмовими візерунками. У стилі обох груп працювали вазописці в Черветері, Фалерії та Таркуїнії. Група Фантома проіснувала до початку III століття до н. е. Популярність псевдо-червонофігурного стилю, як і червонофігурного вазопису в цілому, впала зі зміною смакових уподобань покупців кераміки.

### Червонофігурний вазопис

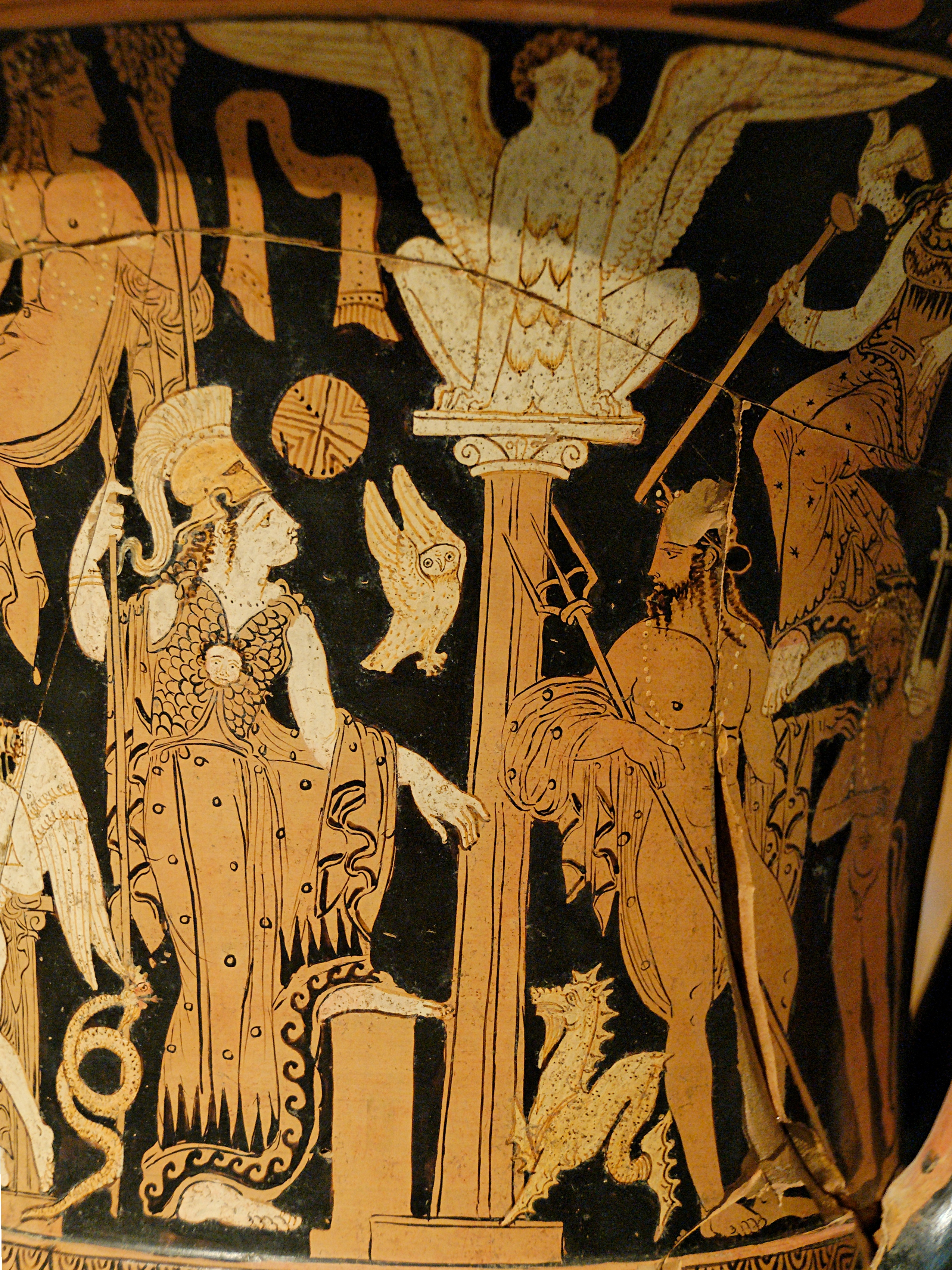
Зображення Афіни та Посейдона на кратері з волютами вазописця Наццано. Бл. 360 р. до н. е. Лувр. Париж

Лише наприкінці V століття до н. е. власне червонофігурна вазописна техніка, при якій зображення тільки обводиться фарбою, отримує поширення в Етрурії. Перші майстерні місцевого значення, які ймовірно заснували вихідці з Аттики, з'являються в Вульчі і Фалеріях. Проте в ранніх червонофігурних вазах з Етрурії виявляється і вплив майстрів із нижньої Італії. До IV століття до н. е. ці майстерні посідали провідні позиції на ринку розписаної кераміки Етрурії. Вази великого і середнього формату — кратери і глеки — прикрашалися зображеннями на міфологічні сюжети. За одне століття кераміка з Фалерій зуміла значно обігнати за обсягом Вульчі. У К'юзі та Орв'єто виникли нові центри гончарного виробництва. Особливою популярністю користувалися чаші для пиття, розписані на діонісійську тематику вазописцями групи Тондо з Чіузі. У другій половині століття центр гончарного виробництва змістився в Вольтерру, що прославилася своїми кратерами особливої форми з ретельно виконаним розписом.
Міфологічні сюжети зникли з репертуару етруських вазописців у другій половині IV століття до н. е. Їхнє місце зайняли зображення жіночих голівок і людей (але не більше двох на зображенні). Великого поширення набули орнаменти і квіткові мотиви. Великі композиції, як, наприклад, Амазономахія, були радше винятком. Кераміка з Фалера втрачає своє значення під тиском нового центру виробництва кераміки в Черветері, що став одним з основних центрів червонофігурного вазопису в Етрурії. Тут вазописною групою Торкопа виготовлялися прикрашені простими візерунками ойнохої, лекіфи, чаші для пиття, а групою Дженукіліі — блюда невеликого розміру. Відповідно до змін у художніх перевагах клієнтів майстерні перейшли на виготовлення чорнолакової кераміки наприкінці IV століття до н. е., що поклало кінець історії червонофігурного вазопису в Етрурії.

## Дослідження та вплив
У даний час відомо понад 65 тисяч червонофігурних ваз і їх фрагментів. Інтерес до античних ваз виник ще у Середньовіччі. Рісторо д'Ареццо присвятив їм главу Capitolo de le vasa antiche у своїй «Будові світу». Форму, колір і зображення на глиняних вазах він вважав досконалими. У епоху Відродження античні вази, у тому числі й розписані керамічні посудини, стали предметом колекціонування. Відомі випадки доставки давньогрецьких ваз до Італії. Проте аж до кінця бароко розписані вази знаходилися в тіні інших видів мистецтва, зокрема, скульптури. Винятком є виготовлена на замовлення Ніколя-Клода Фабрі де Пейреска книги з акварельними зображеннями античних розмальованих ваз. У колекції самого Пейреска, як і інших колекціонерів, також були глиняні вази.

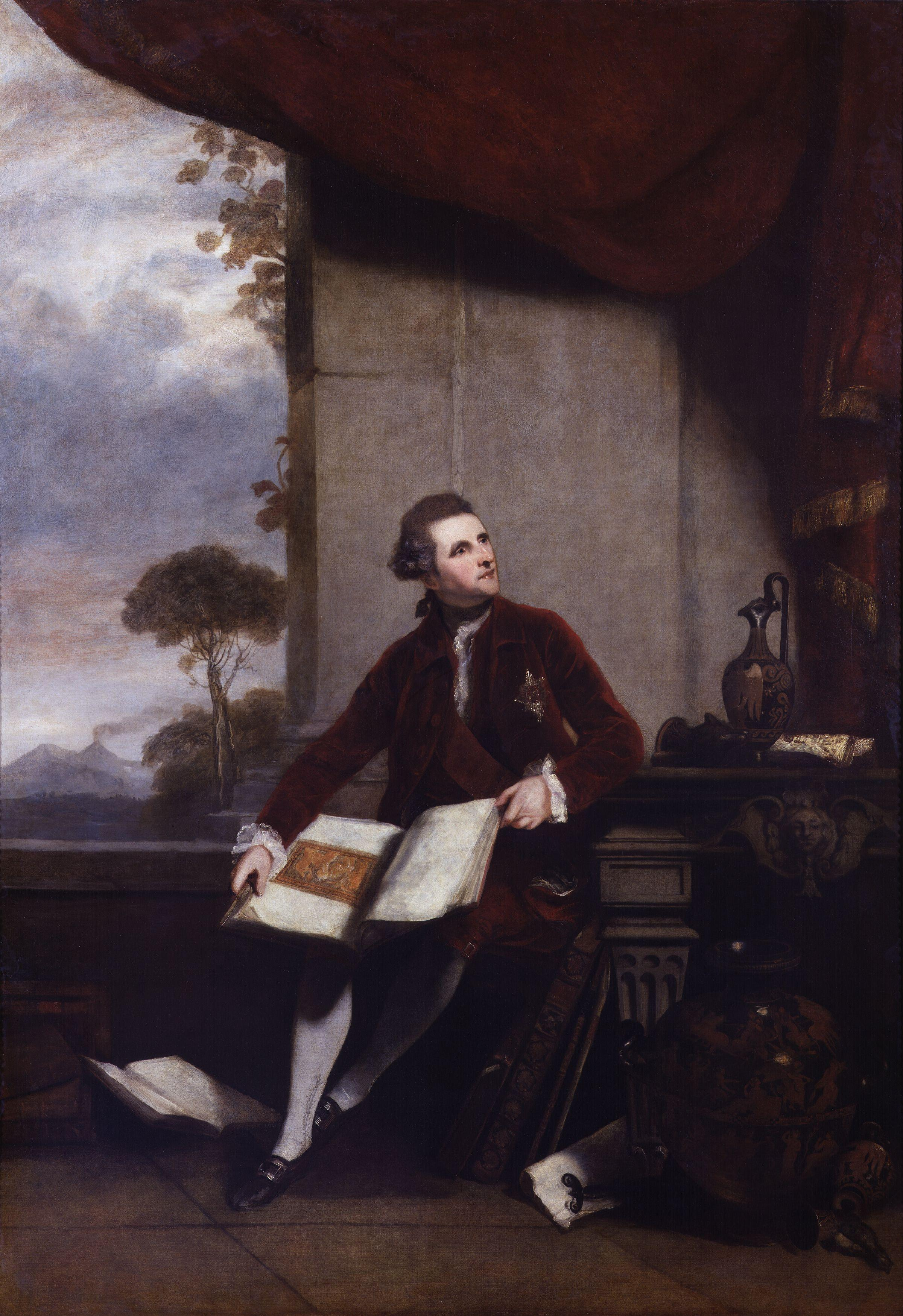
Сер Вільям Гамільтон на картині Джошуа Рейнольдса

Починаючи з епохи класицизму колекціонування давньої кераміки стає все популярнішим. Так, колекції ваз збирали Вільям Дуглас Гамільтон і Джузеппе Валлетта. Виявлені в Італії вази можна було купити за невеликі гроші, і тому навіть приватні особи могли дозволити собі значні колекції. Вази стали улюбленими сувенірами, які привозили з собою з популярних у той час серед дворян подорожей Європою — гранд-турів. Про випробувані спокуси придбати античні вази під час своєї подорожі до Італії оповідає і Йоганн Вольфганг фон Гете. Якщо на античний оригінал бракувало коштів, то можна було придбати копію або ритину з його зображенням. Виникли навіть мануфактури, які імітували античні вази. У цей час здобуває популярність порцеляна фірми «Веджвуд», яка, не застосовуючи технологію виготовлення давньогрецьких ваз, використовує античні мотиви у вигляді шаблонів на своєму виробництві.
Починаючи з 1760 року до вазопису звернулася і археологія, для якої вази стали джерелом цінної інформації про життя в античні часи, іконографічних і міфологічних досліджень. Вазопис замінив собою практично повністю втрачений монументальний живопис Стародавньої Греції. У цей час було спростовано поширену думку про те, що вазописом займалися суто етруски, хоча мода на античні вази в той час і зберегла назву all'etrusque. У дослідженнях і імітації античних ваз змагалися між собою Англія та Франція. Червонофігурний стиль особливо цінував Йоганн Вінкельман. Орнаменти на античних вазах видавалися в Англії в так званих «книгах зразків» (pattern books).
Зображення на вазах зробили вплив і на розвиток сучасного живопису. Лінійний стиль надихав таких художників, як Едвард Берн-Джонс, Гюстав Моро та Густав Клімт. Фердинанд Георг Вальдмюллер написав в 1840 році картину під назвою «Натюрморт із срібними посудинами і червонофігурним кратером». Анрі Матісс назвав один із своїх творів «Інтер'єр із етруською вазою». Естетичний вплив давньогрецького вазопису зберігається і до нашого часу. Вважається, що пляшка «Кока-коли» своїми вигинами зобов'язана давньогрецькому вазопису.
Особливий внесок у дослідження розпису аттичних ваз здійснив англійський дослідник класичного періоду Греції Джон Бізлі. Бізлі почав вивчати вази приблизно від 1910 року, використовуючи методологію історика мистецтва Джованні Мореллі розроблену для вивчення живопису. Він припустив, що кожний вазописець мав індивідуальні роботи, які завжди можна безпомилково ідентифікувати. Щоби зробити це, певні деталі, такі, як лице, пальці, руки, ноги, коліна, складки одягу тощо, були зіставлені. Бізлі розглянув 65000 ваз і фрагментів (із яких 20000 були чорнофігурними). Протягом шести років дослідження, він зміг приписати 17000 з них до окремих художників. Де їх імена залишилися невідомими, він розробив систему умовних імен. Бізлі також об'єднав окремих художників у групи, майстерні, школи та стилі. Ніякі інші археологи не мали такого визначального впливу на цілу підгалузь, який мав Бізлі з вивчення грецького вазопису. Значна частина його аналізу вважається в силі і сьогодні. Бізлі опублікував свої висновки з червонофігурного вазопису у 1925 і 1942 роках. Його перші дослідження розглядали матеріал лише від 4 століття до нашої ери. Для нового видання його робіт, опублікованого у 1963 році, включено також пізніший період, використовуючи роботи інших учених, таких як Карл Шефолд, який особливо вивчав керченські вази. Відомими вченими, які продовжують вивчення червонофігурного вазопису після Бізлі є Джон Бордман, Еріка Симон та Дітріх фон Ботмер.
Для вивчення вазопису Нижньої Італії роботи Артура Дейла Трендала мають схоже значення, як роботи Бізлі для Аттики. Всі учені після Бізлі, наслідують його традиції та використовують його методологію. Вивчення грецьких ваз триває, не в останню чергу в зв'язку з постійною появою нових матеріалів із археологічних досліджень, незаконних розкопок і невідомих приватних колекцій.